# Turismo

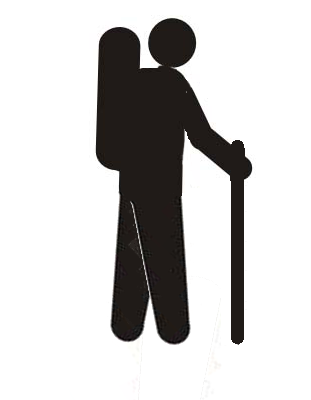
Símbolo popular para designar o termo "turismo".

Existem vários conceitos do que seja Turismo. As Recomendações da Organização Mundial de Turismo/Nações Unidas sobre Estatísticas de Turismo, definem-no como "as atividades que as pessoas realizam durante suas viagens e permanência em lugares distintos dos que vivem, por um período de tempo inferior a um ano consecutivo, com fins de lazer, negócios e outros".
A definição de Mathieson e Wall torna-se mais completa, pois consideram que "o turismo é o movimento temporário de pessoas para destinos fora dos seus locais habituais de trabalho e residência, as atividades desenvolvidas durante a permanência nesses destinos e as facilidades criadas para satisfazer as suas necessidades". Evidenciando, assim, a complexidade da atividade turística e as relações que esta envolve.
Turista é um visitante que se desloca voluntariamente por período de tempo igual ou superior a vinte e quatro horas para local diferente da sua residência e do seu trabalho (sem, este ter por motivação, a obtenção de lucro) pernoitando nesse mesmo lugar. Já um excursionista é um visitante que, embora visite esse mesmo lugar, não pernoita.

## Evolução Histórica

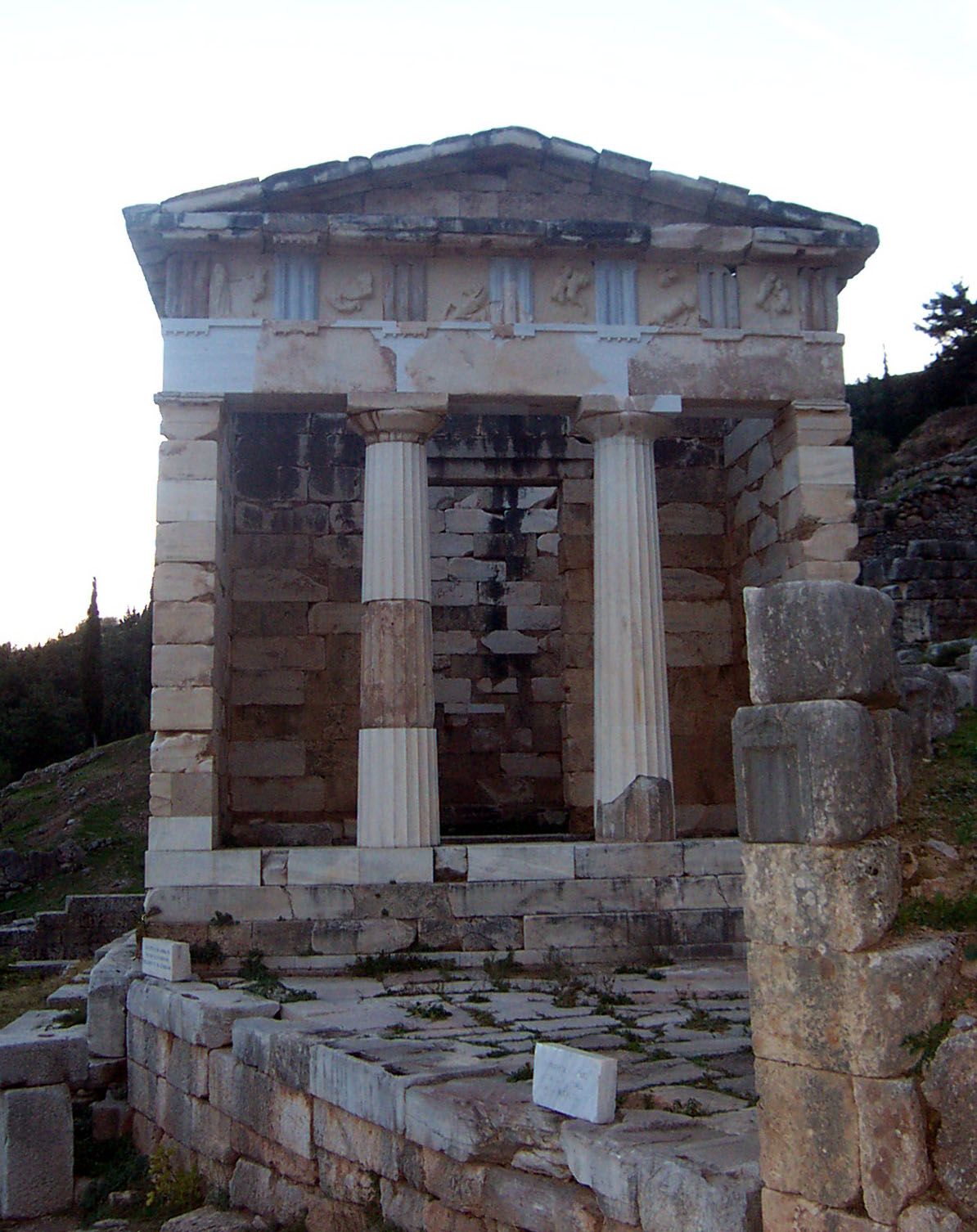
Delfos.

Segundo autores, existem duas linhas de pensamentos, no qual a História do Turismo se divide. A primeira seria que é o ócio, descanso, cultura, saúde, negócios ou relações familiares. Estes deslocamentos se distinguem por sua finalidade dos outros tipos de viagens motivados por guerras, movimentos migratórios, conquista, comércio, etc. Não obstante o turismo tem antecedentes históricos claros. Depois, se concretizaria com o então movimento da Revolução Industrial.
A segunda linha de pensamento se baseia em que o Turismo realmente se iniciou com a Revolução Industrial, visto que os deslocamentos tinham como intuito o lazer.

### Idade Antiga
Na História da Grécia Antiga, dava-se grande importância ao tempo livre, os quais eram dedicados à cultura, diversão, religião e desporto. Os deslocamentos mais destacados eram os que se realizavam com a finalidade de assistir as olimpíadas (que ocorriam a cada 4 anos na cidade de Olímpia). Para lá se deslocavam milhares de pessoas, misturando religião e desporto. Também existiam peregrinações religiosas, como as que se dirigiam aos Oráculos de Delfos e ao de Dódona.
Durante o Império Romano os romanos frequentavam águas termais (como as das termas de Caracalla). Eram assíduos de grandes espetáculos, em teatros, e realizavam deslocamentos habituais para a costa (como o caso de um, muito conhecido, para uma vila de férias: a "orillas del mar"). Estas viagens de prazer ocorreram possivelmente devido a três fatores fundamentais: a "Pax Romana", o desenvolvimento de importantes vias de tráfego e a prosperidade econômica que possibilitou a alguns cidadãos meios financeiros e tempo livre.

### Idade Média

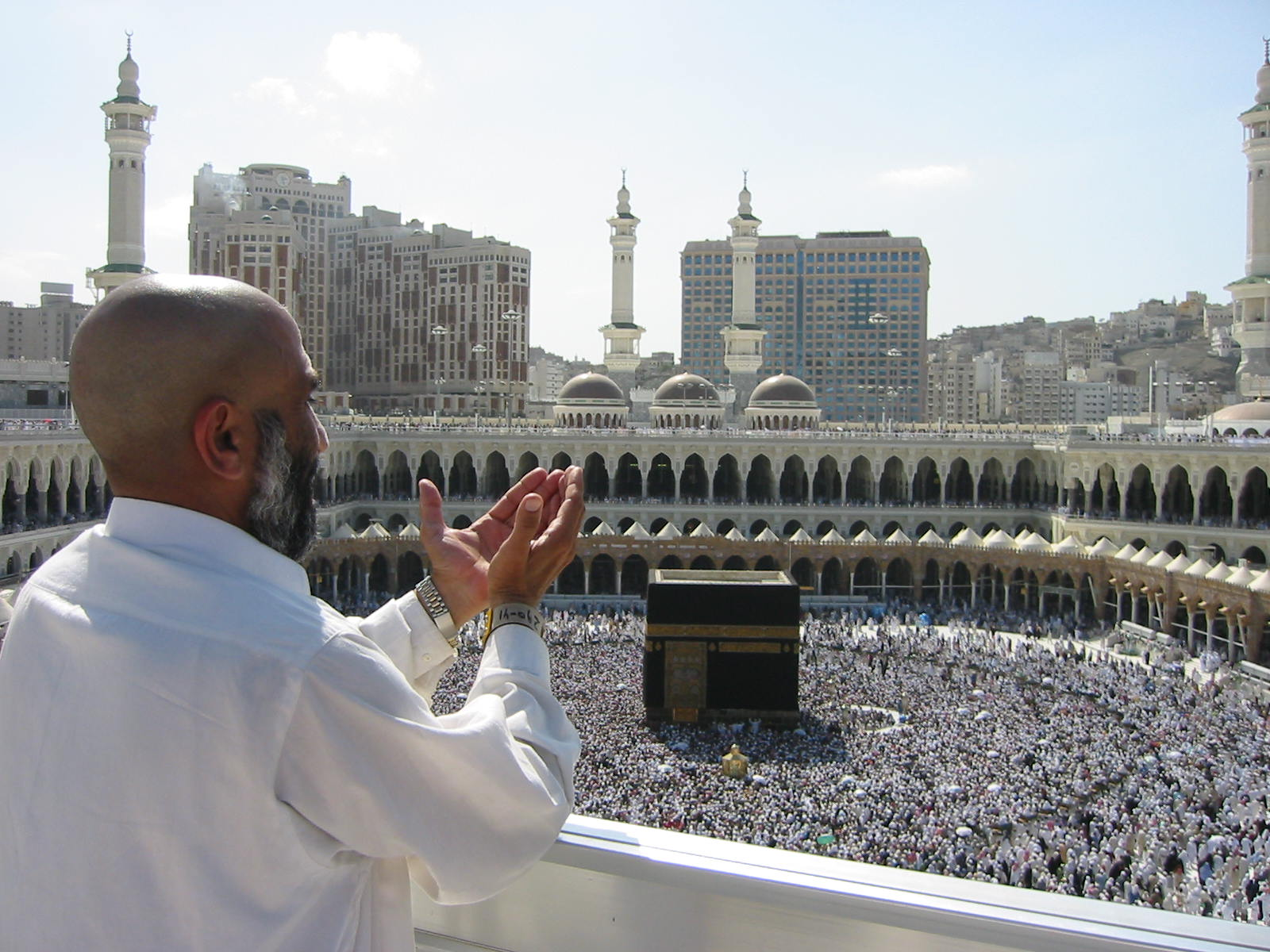
Peregrino em Meca.

Durante a Idade Média ocorreu num primeiro momento um retrocesso devido ao maior número de conflitos e a recessão econômica. Muitos preferiam não viajar ou se deslocar em muitos feudos pois teriam que pagar impostos para cada um, e cada feudo tinha seu direito de criar suas regras, entretanto surge nesta época um novo tipo de viagem, as peregrinações religiosas. Embora já tenha existido na época antiga e clássica, entretanto o Cristianismo como o Islã estenderam a um maior número de peregrinos e deslocamentos ainda maiores. São famosas as expedições desde Veneza a Terra Santa e as peregrinações pelo Caminho de Santiago (desde 814 em que se descobriu à tumba do santo), foram contínuas as peregrinações de toda a Europa, criando assim mapas e todo o tipo de serviço para os viajantes. Quanto ao Turismo Islâmico de Hajj a peregrinação para Meca é um dos cinco Pilares do Islamismo obrigando a todos os crentes a fazerem esta peregrinação ao menos uma vez em sua vida.

### Idade Moderna

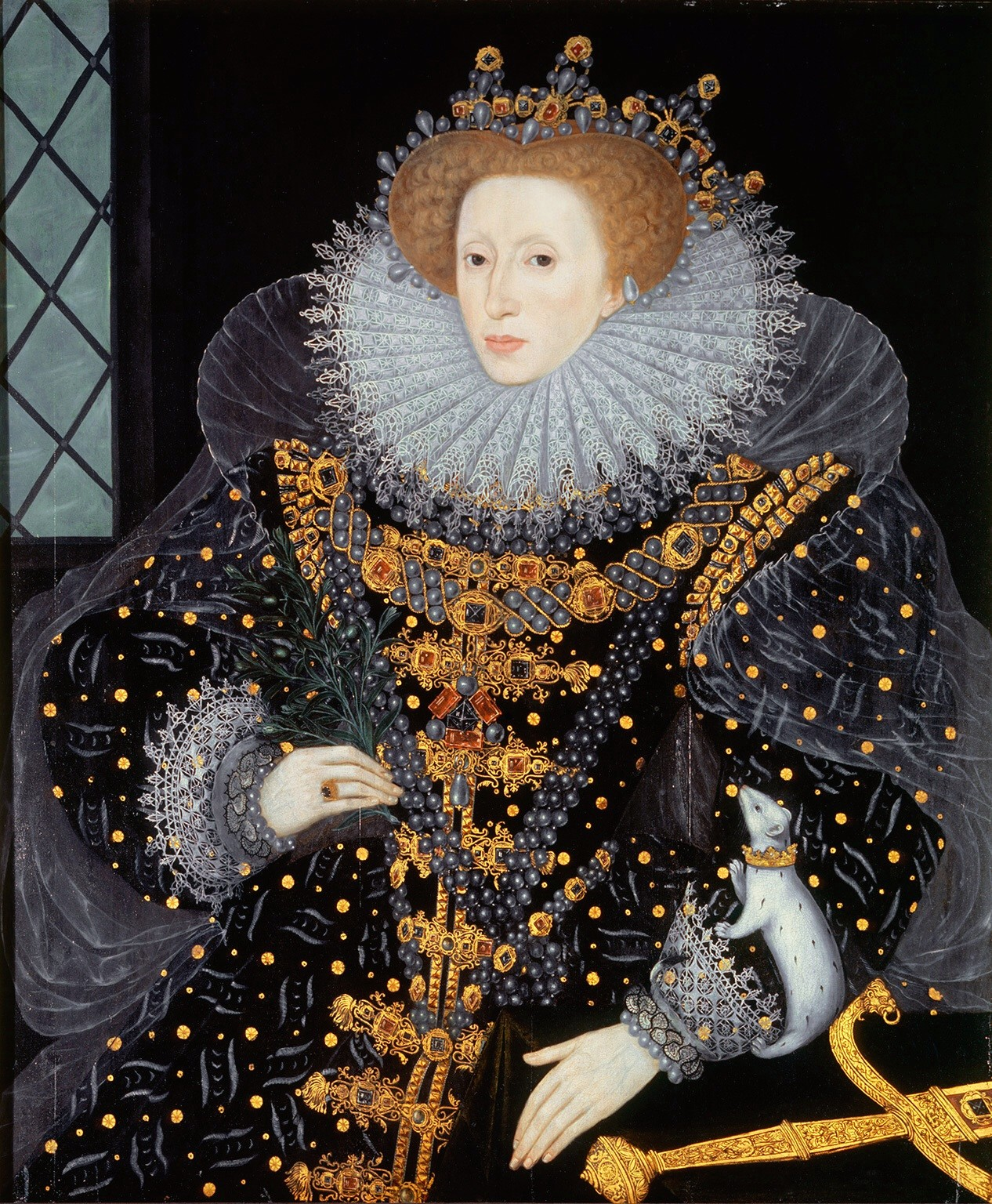
Isabel I, Rainha da Inglaterra e Irlanda.

As peregrinações continuam durante a Idade Moderna. Em Roma morrem 1 500 peregrinos por causa da peste.
E neste momento quando aparecem os primeiros alojamentos com o nome de hotel (palavra francesa que designava os palácios urbanos). Como as viagens das grandes personalidades acompanhadas de seu séquito, comitivas cada vez mais numerosas, sendo impossível alojar a todos em palácio, ocorre à criação de novas edificações hoteleiras.
Esta é também a época das grandes expedições marítimas de espanhóis, britânicos e portugueses que despertam a curiosidade e o interesse por grandes viagens.
Durante o século XVI surge o costume de mandar os jovens aristocratas ingleses para fazerem um Grand Tour ao final de seus estudos, com a finalidade de complementar sua formação e adquirir certas experiências. Sendo uma viagem de larga duração (entre 3 e 5 anos) que se fazia por distintos países europeus, e desta atividade nascem as
palavras: turismo, turista, etc.
Existindo um ressurgir das antigas termas, que haviam decaído durante a Idade Média. Não tendo somente como motivação a indicação medicinal, sendo também por diversão e o entretenimento em estâncias termais como, por exemplo, em Bath, na Inglaterra. Também nesta mesma época data o descobrimento do valor medicinal da argila com os banhos de barro como remédio terapêutico, praias frias (Niza, …) onde as pessoas iam tomar os banhos por prescrição médica.

### Idade Contemporânea
Com a Revolução Industrial se consolida a burguesia que volta a dispor de recursos econômicos e tempo livre para viajar. O invento do maquinário a vapor promove uma revolução nos transportes, que possibilita substituir a tração animal pelo trem a vapor tendo as linhas férreas que percorrem com rapidez as grandes distâncias cobrindo grande parte do território europeu e norte-americano. Também o uso do vapor nas navegações reduz o tempo dos deslocamentos.

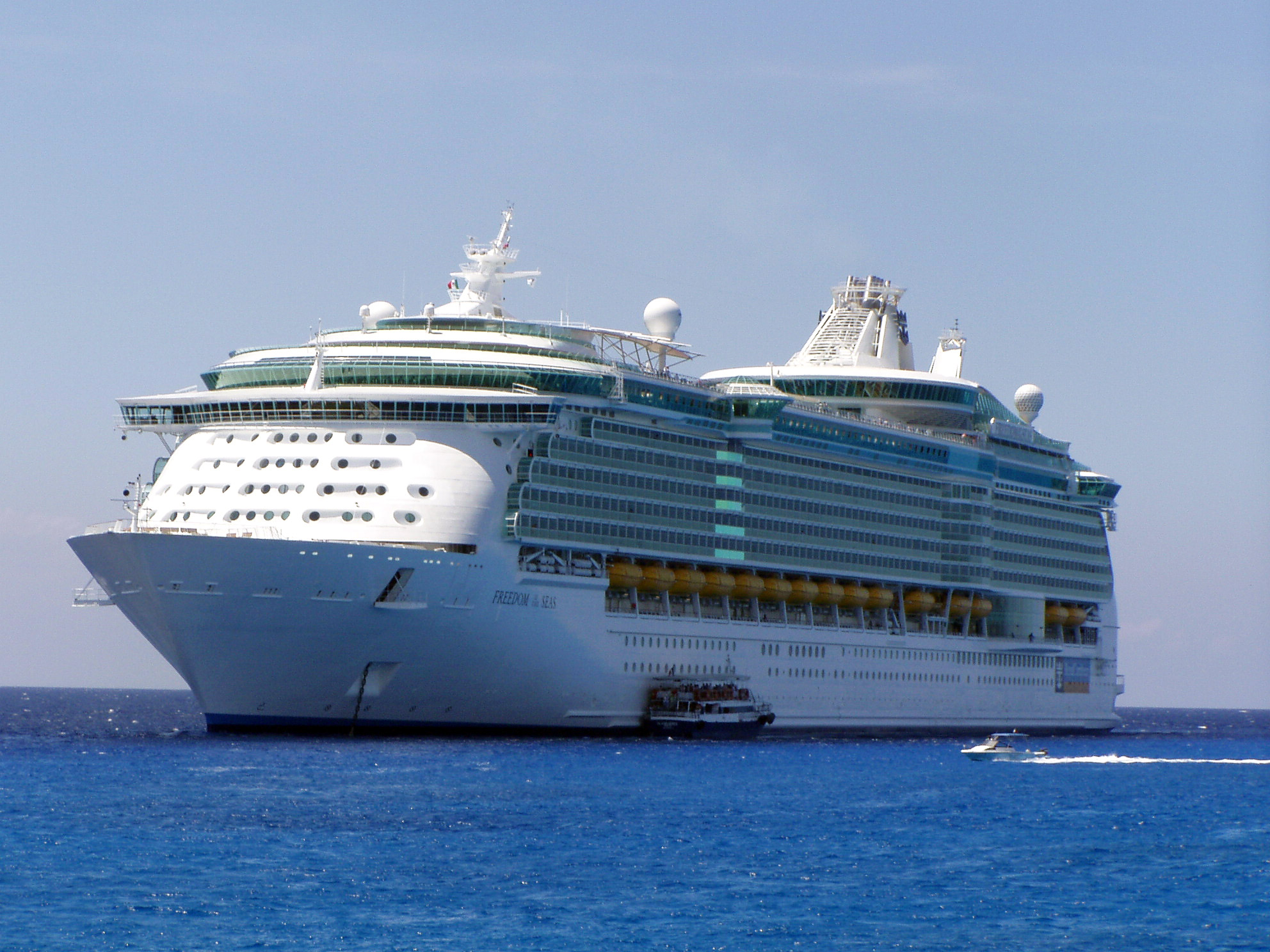
Freedom of the Seas, o maior navio cruzeiro do planeta, símbolo da era das grandes viagens marítimas.

Inglaterra torna-se a primeira a oferecer passagens de travessias transoceânicas e dominam o mercado marítimo na segunda metade do século XIX, o que favorecerá as correntes migratórias europeias para a América. Sendo este o grande momento dos transportes marítimos e das companhias navais.
Começa a surgir na Europa o turismo de montanha ou saúde: se constroem famosos sanatórios e clínicas privadas europeias, muitos deles ainda existem como pequenos hotéis guardando ainda um certo charme. O turismo apesar de sua decadência é a terceira atividade legal mais importante da economia mundial.

#### Thomas Cook
Em 1841, o navegador inglês Thomas Cook, considerado o pai do turismo moderno, promove a primeira viagem organizada da história. Mesmo tendo sido um fracasso comercial, é considerada como um profundo sucesso em relação a organização do primeiro pacote turístico, pois se constatou a enorme possibilidade econômica que este negócio poderia chegar a ter como atividade, criando assim em 1851 a Agência de Viagens Thomas Cook and son.
Em 1867 inventa o voucher, documento que permite a utilização em hotéis de certos serviços contratados e propagados através de uma agência de viagens.
Henry Wells e William Fargo criam a agência de viagens American Express que inicialmente se dedica ao transporte de mercadorias e que posteriormente se converte em uma das maiores agências do mundo. Introduzindo o sistema de financiamento e emissão de cheques de viagem, como por exemplo o travel-check (dinheiro personalizado feito com papel moeda de uso corrente que protege o viajante de possíveis roubos e perdas).

#### César Ritz

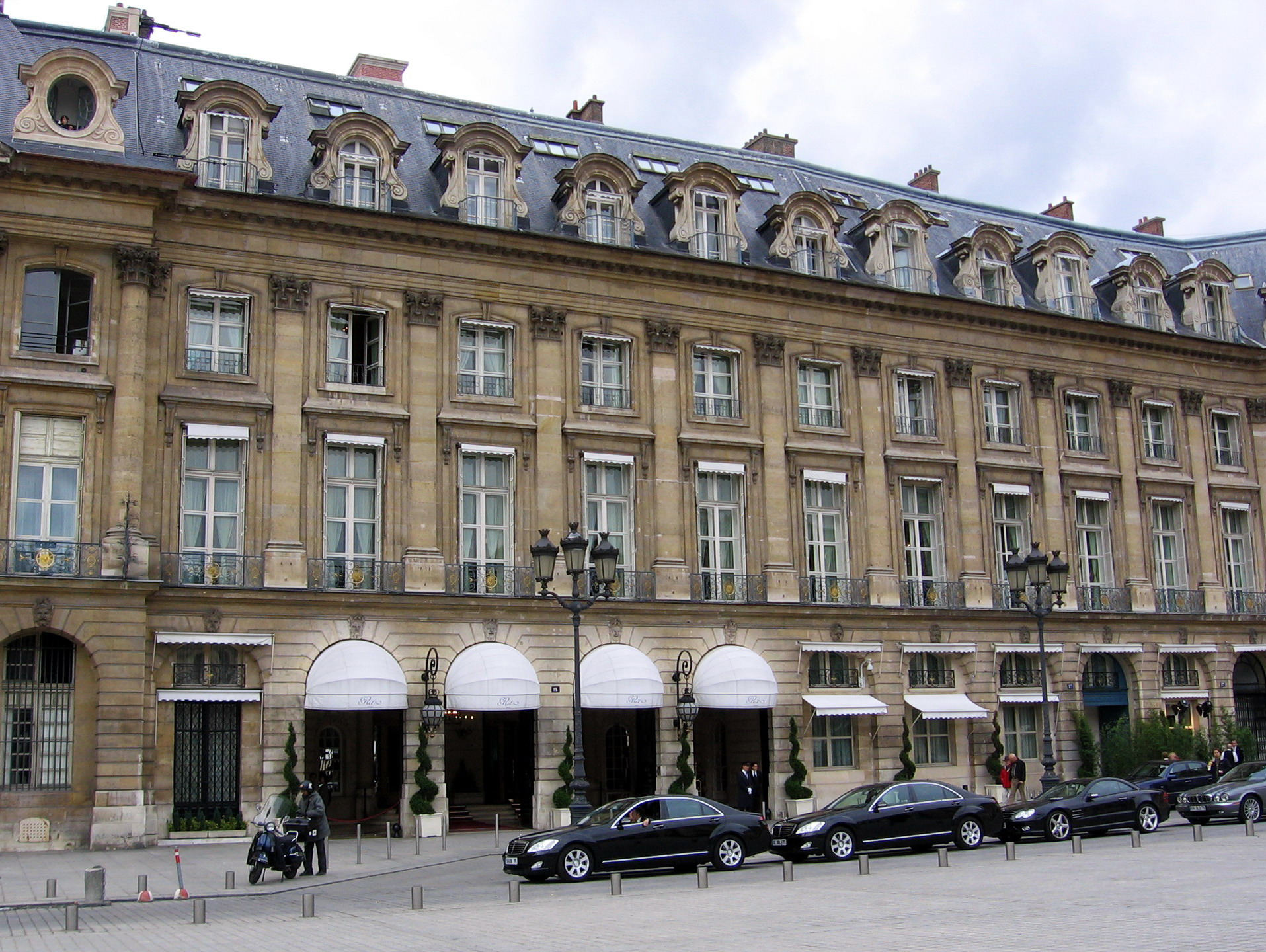
Hôtel Ritz Paris.

O suíço César Ritz é considerado pai da hotelaria moderna. Desde muito jovem ocupou todos os postos de trabalho possíveis em um hotel, até chegar a gerente de um dos maiores de seu tempo. Melhorou todos os serviços, criou a figura do sommelier, introduziu o banheiro nas unidades habitacionais (UHs), criando assim as suítes, revolucionando a administração. Converteu os hotéis decadentes nos melhores da Europa, o que lhe gerou o pseudônimo de “mago”.
Ao começar a Primeira Guerra Mundial, no verão de 1914, acredita-se que havia aproximadamente 150 mil turistas americanos na Europa. Ao finalizar a guerra, começa a fabricação em massa de ônibus e carros. Nesta época as praias e os rios se convertem em centros de turismo na Europa, começando a adquirir grande importância o turismo costeiro.
O avião, utilizado por minorias em longas distâncias, vai se desenvolvendo timidamente para acabar impondo-se sobre as companhias navais. A crise de 1929 repercute negativamente em todo o setor turístico limitando seu desenvolvimento até aproximadamente 1932. A Segunda Guerra Mundial paralisa absolutamente o setor em todo o mundo e seus efeitos se estendem até o ano de 1949.

### O “boom” turístico

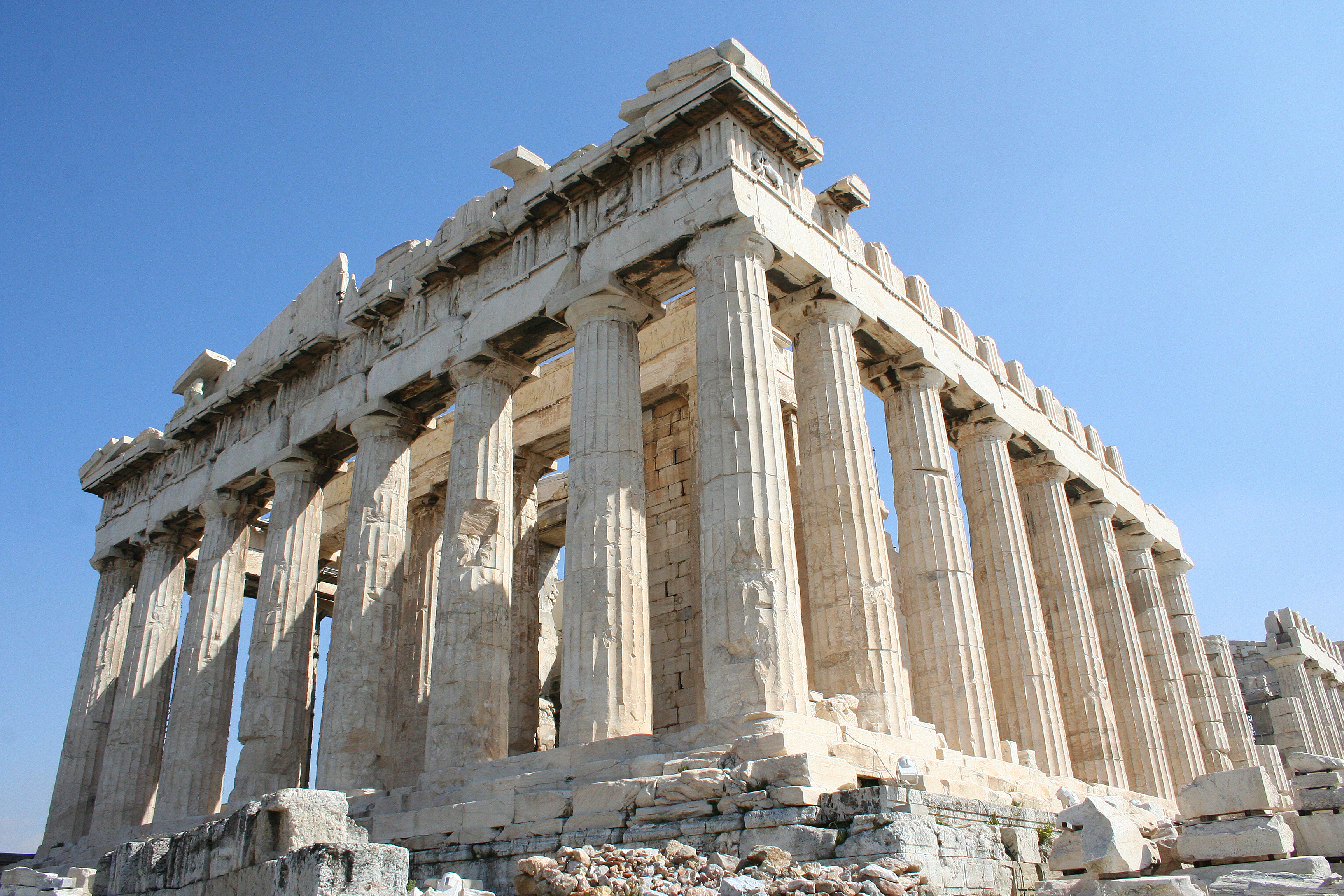
Partenon em Atenas, Grécia, um dos monumentos antigos mais visitados da Europa.

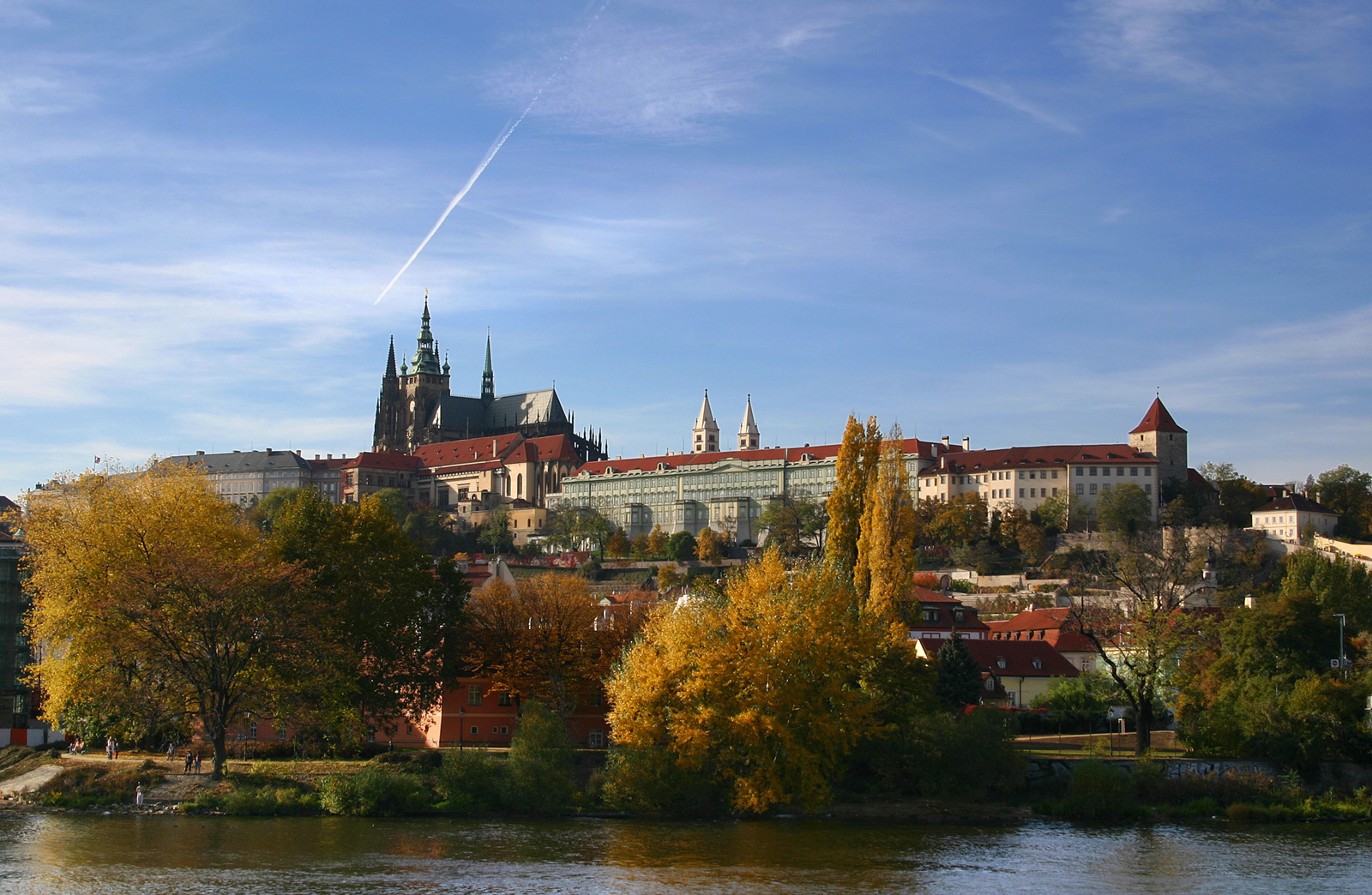
O Castelo de Praga, com o rio Vltava, em Praga, na República Checa.

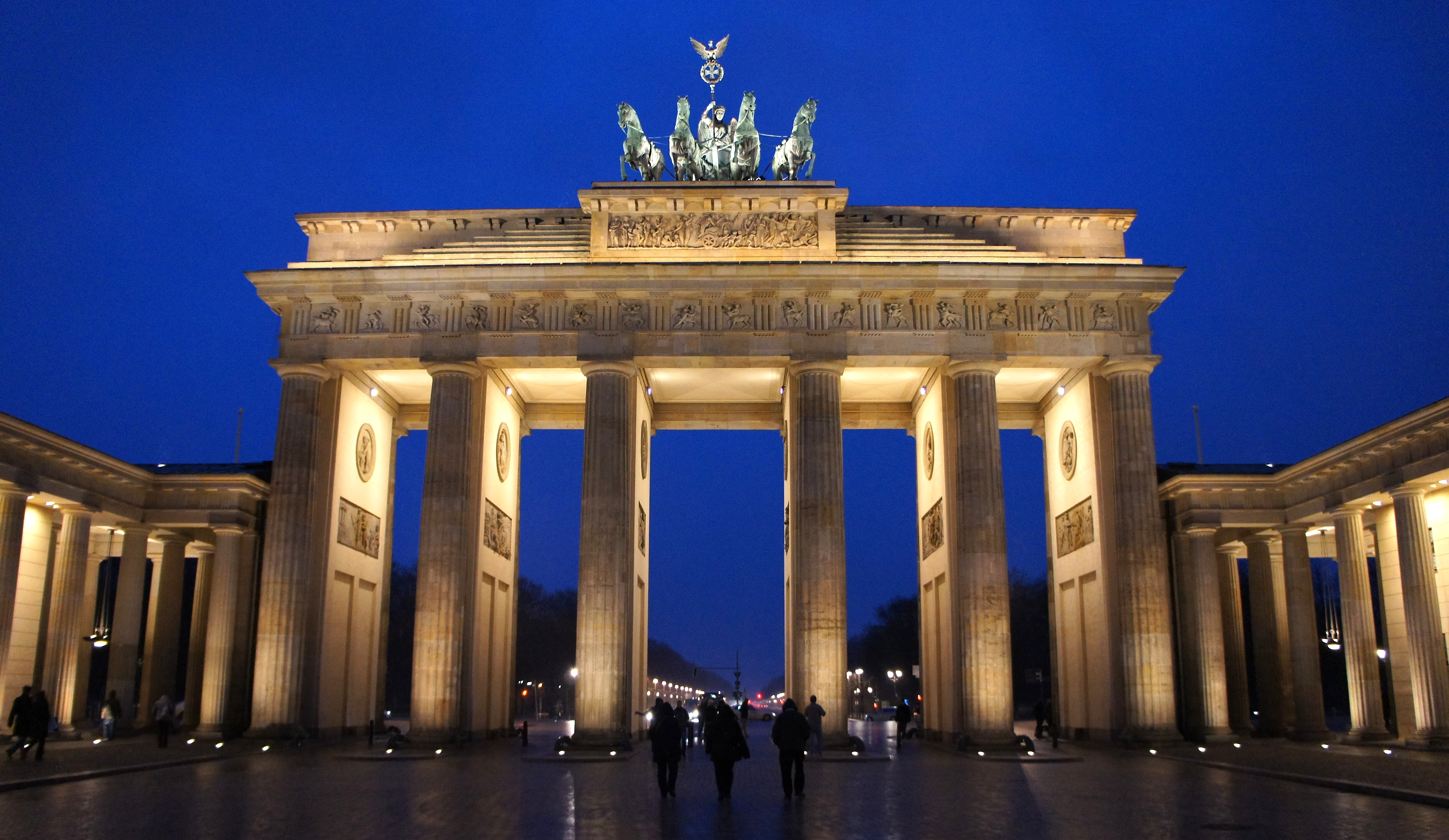
Porta de Brandemburgo, em Berlim, Alemanha.

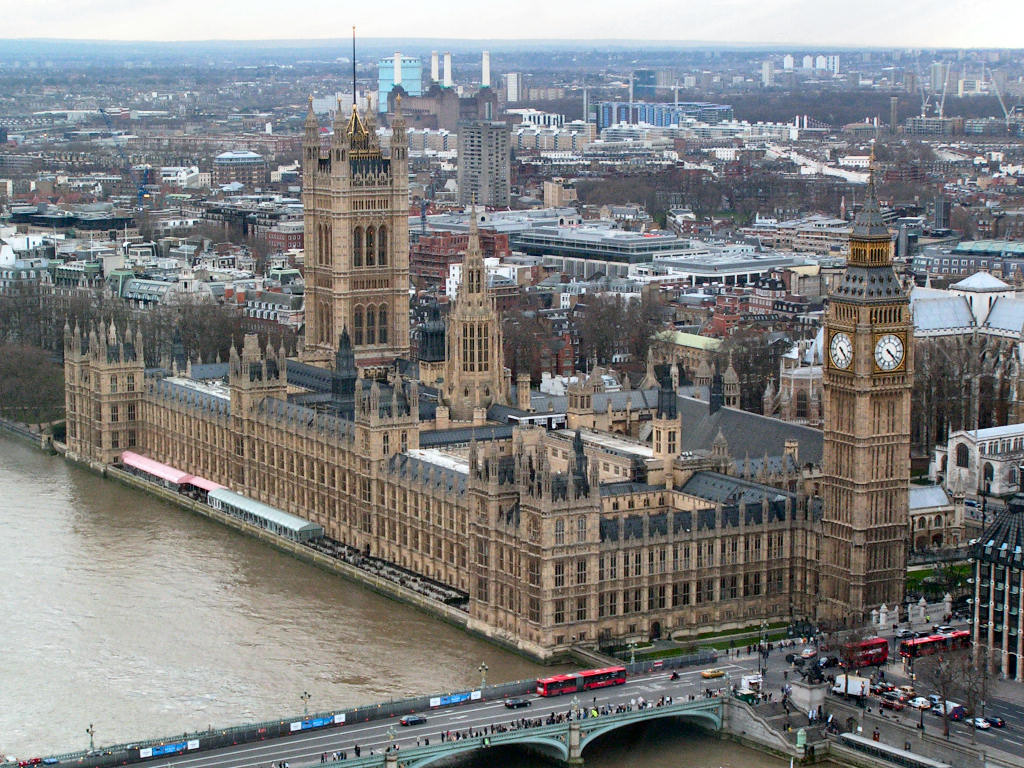
Palácio de Westminster e o Big Ben. São alguns dos principais cartões postais de Londres.

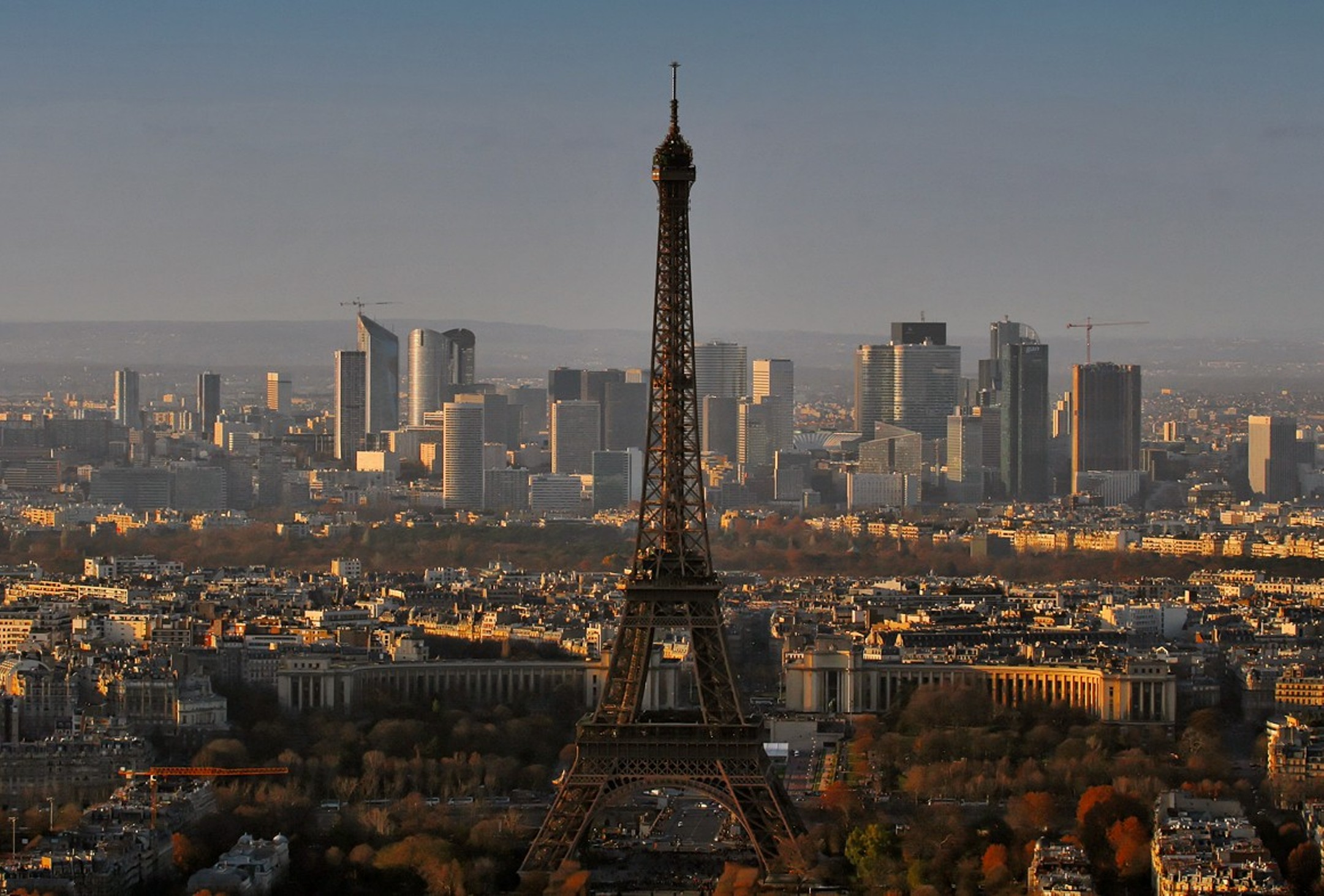
Torre Eiffel, principal ícone e ponto turístico de Paris.

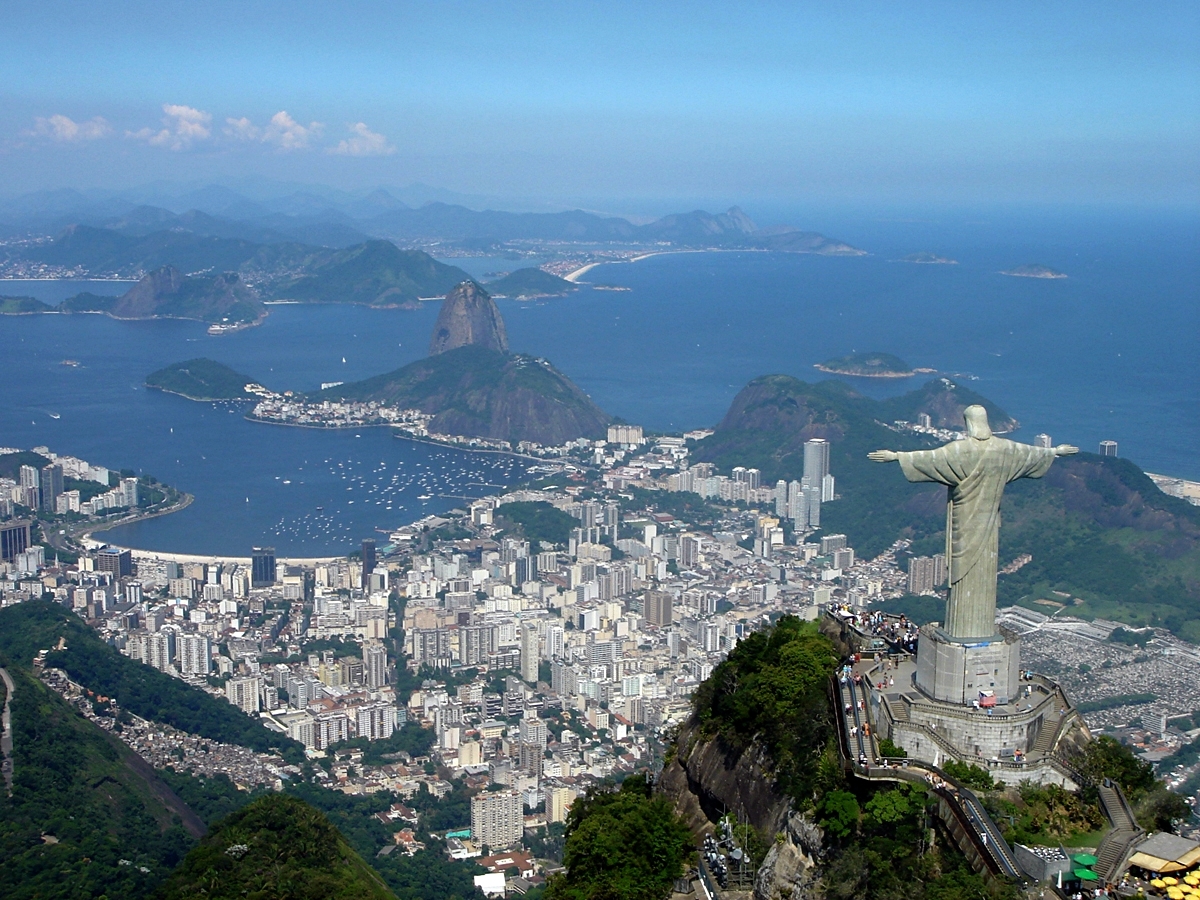
Rio de Janeiro, que possui o epíteto de "Cidade Maravilhosa". Em destaque, a estátua do Cristo Redentor, uma das Sete Maravilhas do Mundo Moderno.

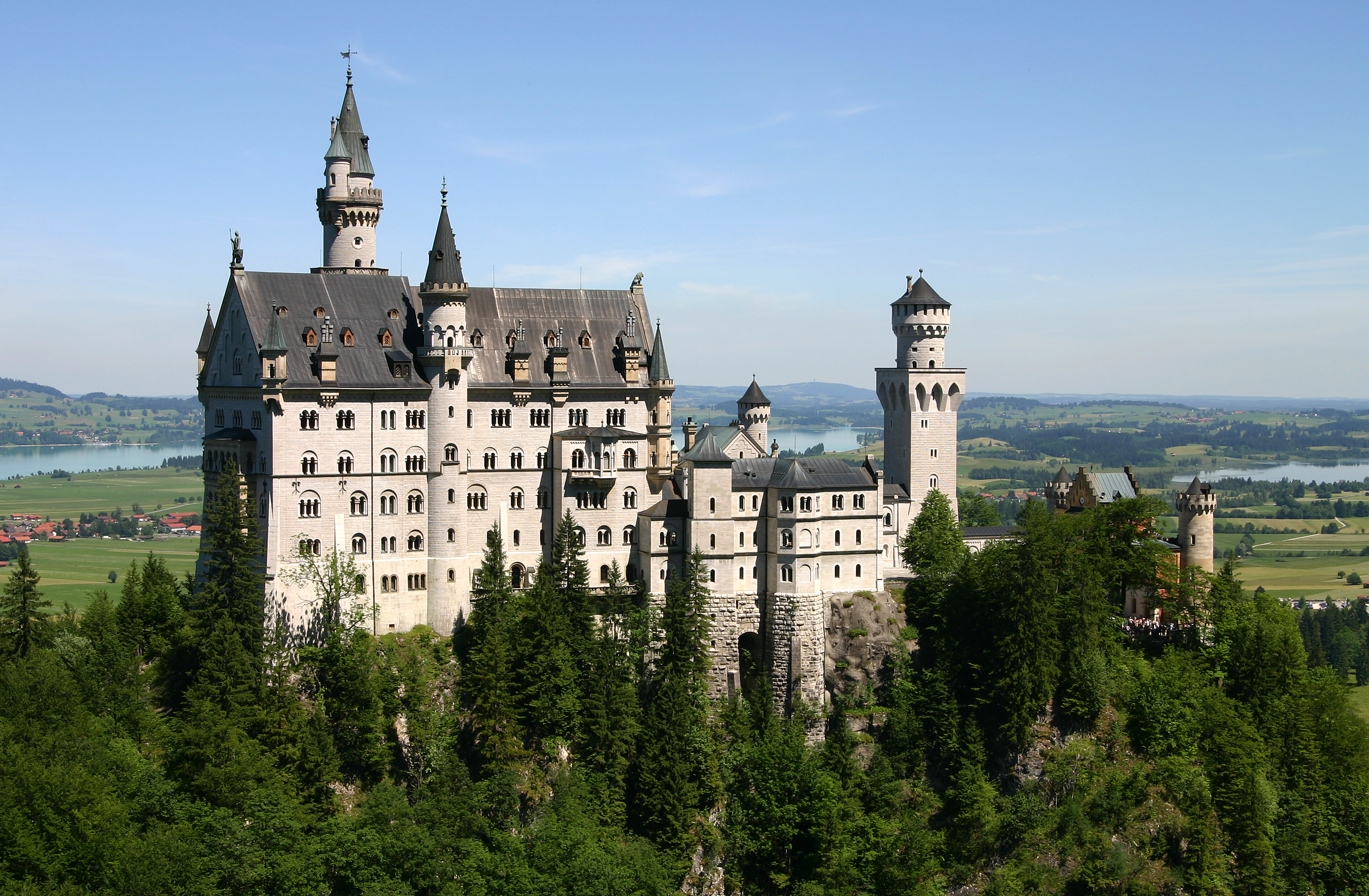
Castelo de Neuschwanstein, na Baviera, Alemanha.

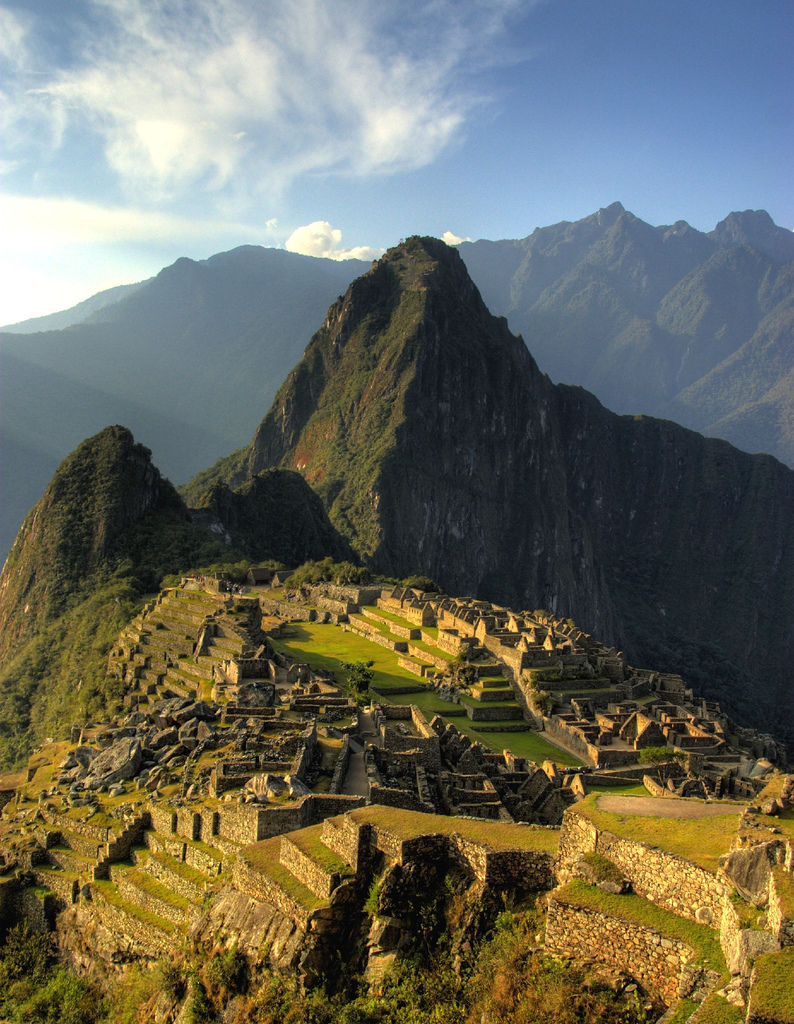
Machu Picchu em Cuzco, Peru.

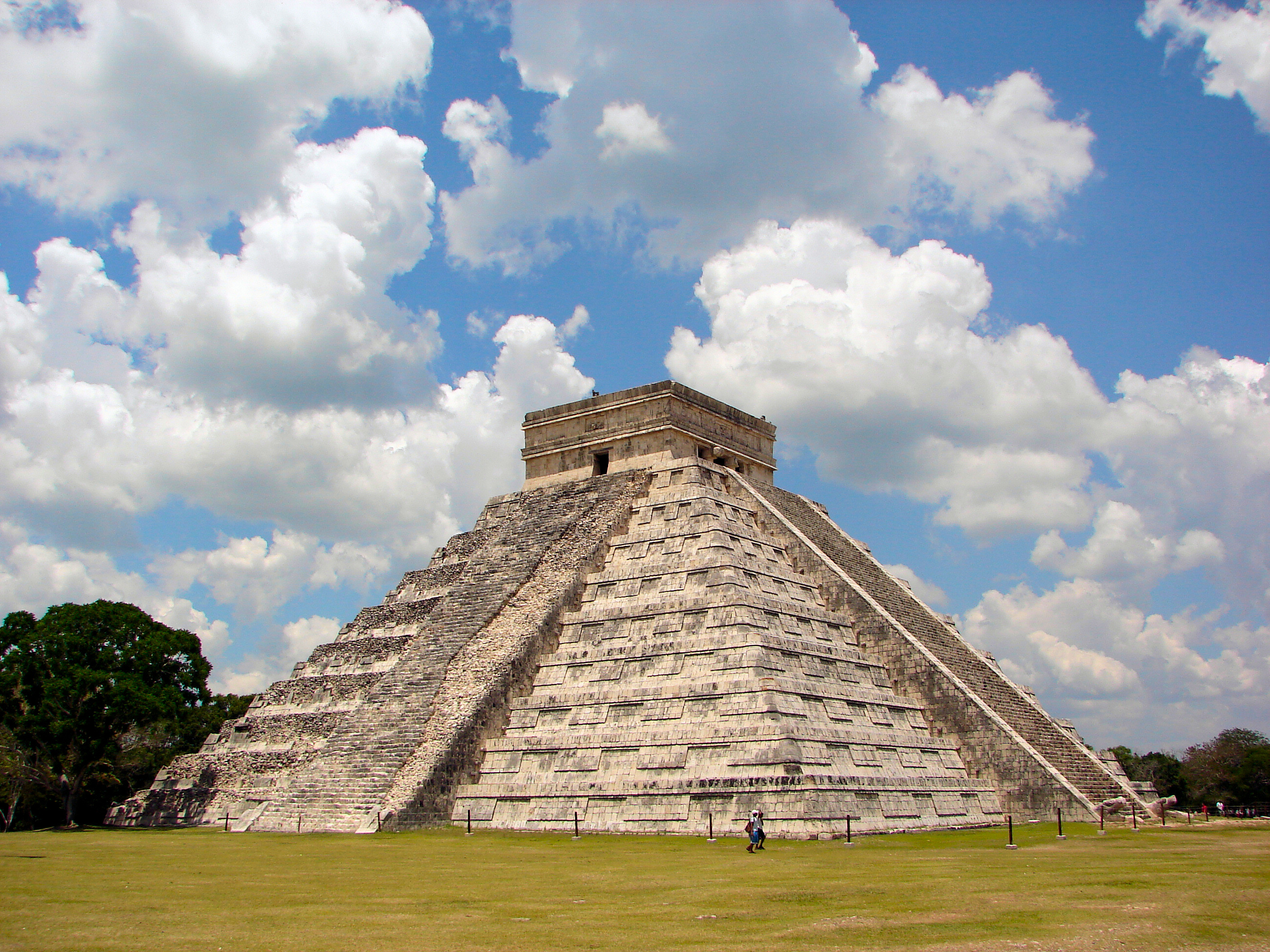
O Templo de Kukulcán, em Chichén Itzá, no México.

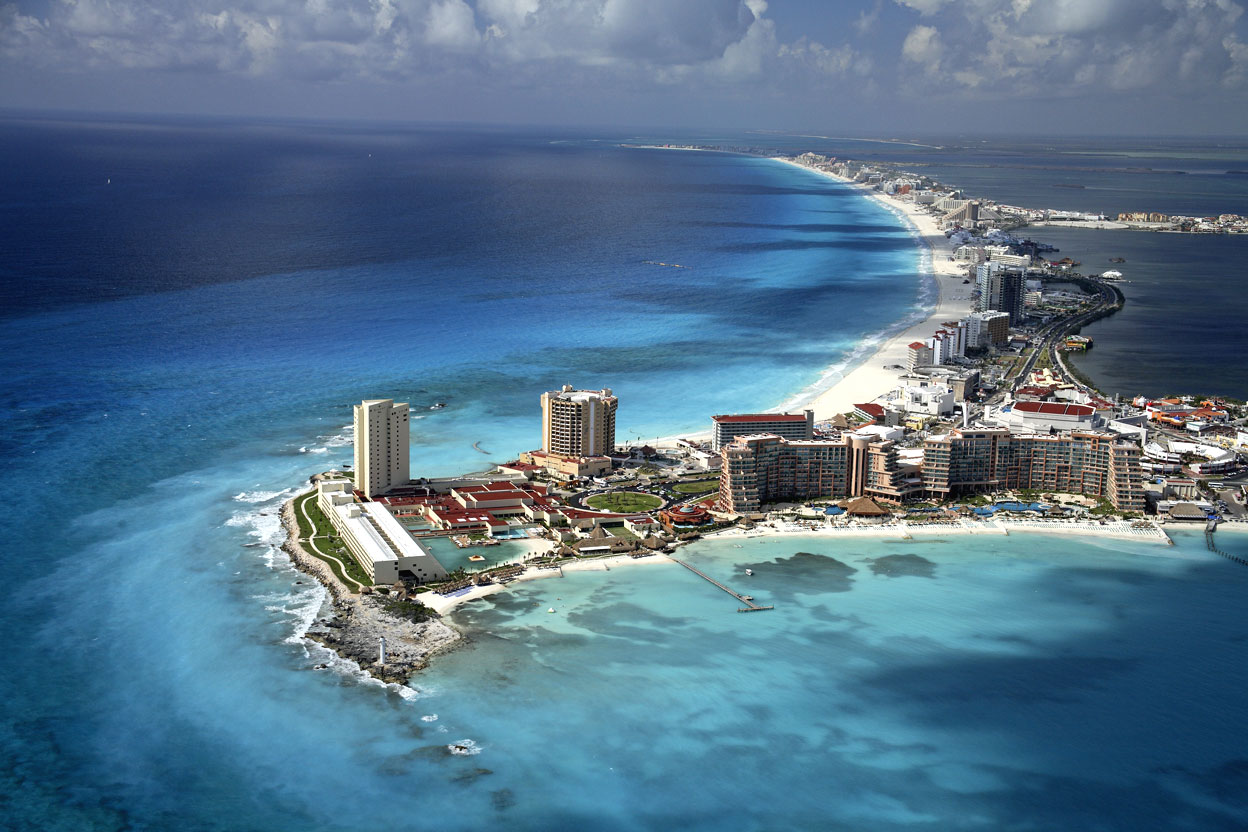
Cancún, no México, um dos principais polos turísticos do país.

Entre 1950 e 1973 se inicia a falar de “boom” turístico. O turismo internacional cresce a um ritmo superior ao de toda a sua história. Este desenvolvimento é consequência da nova ordem internacional, a estabilidade social e o desenvolvimento da cultura do ócio no mundo ocidental. Nesta época, se começa a legislar sobre o setor.
A recuperação econômica, especialmente da Alemanha e do Japão, foi uma assombrosa elevação dos níveis de renda destes países e fazendo surgir uma classe média estável que começa a interessar-se por viagens.
Entretanto com a recuperação elevando o nível de vida de setores mais importantes da população dos países ocidentais, surge a chamada sociedade do bem-estar que uma vez com as suas necessidades básicas atendidas passa a buscar o atendimento de novas necessidades, aparecendo neste momento a formação educacional e o interesse por viajar e conhecer outras culturas. Por outra parte a nova legislação trabalhista adotando a semana inglesa de 5 dias de trabalho, a redução da jornada de 40 horas semanais, a ampliação das coberturas sociais (jubilação, desemprego, invalidez, …), potencializam em grande medida o desenvolvimento do ócio e do turismo.
Também estes são os anos em que se desenvolvem os grandes núcleos urbanos e se evidencia a massificação, surge também o desejo de evasão, escapar da rotina das cidades e descansar as mentes da pressão.
Nestes anos se desenvolve a produção de carros em série o que permite acesso cada vez maior a população deste bem, assim com a construção de mais estradas, permite-se um maior fluxo de viajantes. De fato, a nova estrada dos Alpes que atravessa a Suíça de norte a sul supondo a perda da hegemonia deste país como núcleo receptor, pois eles iam agora cruzar a Suíça para dirigir-se a outros países com melhor clima.
A evasão é substituída pela recreação, o que se supõem um golpe definitivo para as companhias navais, que se veem obrigadas a destinar seus barcos aos cruzeiros.
Todos estes fatores nos levam a era da estandardização padronizando os produtos turísticos. Os grandes operadores turísticos lançam ao mercado milhões de pacotes turísticos idênticos. Na grande maioria utiliza-se de voos charter, que barateiam o produto e o popularizam. No princípio deste período (1950) havia 25 milhões de turistas, e ao finalizar (1973) havia 190 milhões.
No obstante, esta etapa também se caracteriza pela falta de experiência, o que implica as seguintes consequências. Como a falta de planejamento (se constrói sem fazer nenhuma previsão mínima da demanda ou dos impactos ambientais e sociais que se podem surgir com a chegada massiva de turistas) e o colonialismo turístico (existe uma grande dependência dos operadores estrangeiros estadunidenses, britânicos e alemães fundamentalmente).
Na década de 1970 a crise energética e a consequente inflação, especialmente sentida no setor dos transportes ocasionam um novo período de crise para a indústria turística que se estende até 1978. Esta recessão implica uma redução da capacidade de abaixar os custos e preços para propor uma massificação da oferta e da demanda. Nessa época, organismos internacionais, como o Banco Mundial, passaram a dar incentivos a países do terceiro mundo com atrativos naturais e culturais para investir em atividades turísticas, de forma a estimular seu desenvolvimento econômico.
Na década de 1980 o nível de vida volta a elevar-se e o turismo se converte no motor econômico de muitos países. Esta aceleração do desenvolvimento ocorre devido à melhoria dos transportes com novos e melhores aviões da Boeing e da Airbus, trens de alta velocidade e a consolidação dos novos charters, também observa-se um duro competidor para as companhias regulares que se vem obrigadas a criar suas próprias filiares charter.
Nestes anos se produz uma internacionalização muito marcante das grandes empresas hoteleiras e das operadoras. Buscam novas formas de utilização do tempo livre (parques temáticos, deporte, resorts, saúde,…) e aplicando, ainda mais técnicas de marketing, pois o turista tem cada vez mais informação e maior experiência, buscando novos produtos e destinos turísticos, o que gera uma forte competição entre eles.
A possibilidade de utilização de ambientes multimédia na comunicação transformarão o sector, tornando o designer dos produtos, a prestação do serviço, a comercialização dos mesmos de uma maneira mais fluida.
Na década de 1990 ocorre grandes acontecimentos, como a queda dos regimes comunistas europeus, a Guerra do Golfo, a unificação alemã, a guerra da Bósnia, que incidem de forma direta na história do turismo. Trata-se de uma etapa de amadurecimento do setor que seguiu crescendo, sendo que de uma maneira mais moderada e controlada.
Os significativos problemas desta época ocasionaram limitações à capacidade receptiva gerando a necessidade de adequar a oferta à demanda existente, empenhando-se no controle de capacidade de carga dos ambientes patrimoniais de importância históricos e diversificando a oferta de produtos e destinos. Tendo ainda a percepção da diversificação da demanda aparecendo novos tipos perfis de turistas que exigiam uma melhor qualidade.
O turismo entra como parte fundamental da agenda política de numerosos países que desenvolvendo políticas públicas focadas na promoção, no planejamento e na sua comercialização como uma peça chave do desenvolvimento econômico. Melhorando-se a formação e desenvolvendo planos de educação especializada. O objetivo de alcançar um desenvolvimento turístico sustentável mediante a captação de novos mercados e a regulação da sazonalidade.
Também as políticas a nível supranacional que consideram o desenvolvimento turístico como elemento importante como o Tratado de Maastricht em 1992 (livre tráfego de pessoas e mercadorias, cidadania europeia), e em 1995 a entrada em vigor Schegen e se eliminam os controles fronteiriços nos países da União Europeia.
Ocorre novamente um barateamento das viagens por via aérea por meio das companhias de baixo custo (Low cost) e a liberação das companhias em muitos países e a feroz competição das mesmas. Esta liberalização afeta a outros aspectos dos serviços turísticos como a gestão de aeroportos e sem duvida será aprofundada quando entrar em vigor a chamada Directiva Bolkestein (de liberalização de serviços) em tramite no Parlamento Europeu.
Apesar de o turismo ter um impacto extremamente positivo na economia de cada localidade ou país, por vezes são necessárias medidas para controlar a afluência de turistas para as maiores atrações. É o exemplo do Taj Mahal, na Índia. A Índia limitará a 40 mil o número de visitantes diários ao Taj Mahal, e a duração de cada visita a três horas, como medida para controlar a elevada quantidade de pessoas que visitam o monumento nos finais de semana e feriados.

## Estatísticas sobre o turismo internacional

### Os principais destinos no mundo
De acordo com as estatísticas da Organização Mundial de Turismo (OMT) em 2009 aconteceram 880 milhões de chegadas de turistas internacionais, um decréscimo de 4,4% em relação a 2008 que teve 917 milhões de visitantes. Para 2010 o turismo recuperou-se e as chegadas de turistas atingiram 940 milhões. A região mais afetada pela crise econômica foi Europa, com uma redução de 5,6%. Porém, os países mais visitados pelos turistas internacionais entre 2006 e em 2010 são europeus, com a França mantido o primeiro lugar já por vários anos. Os seguintes países foram os 10 maiores destinos do turismo internacional entre 2010 e 2007:
| Posição mundial | País           | Continente    | Chegadas de turistas internacionais em 2010 (em milhões) | Chegadas de turistas internacionais em 2009 (em milhões) | Chegadas de turistas internacionais em 2008 (em milhões) | Chegadas de turistas internacionais em 2007 (em milhões) |
| 1               | França         | Europa        | 76,8                                                     | 76,8                                                     | 79,2                                                     | 80,9                                                     |
| 2               | Estados Unidos | América       | 59,7                                                     | 55,0                                                     | 57,2                                                     | 58,7                                                     |
| 3               | China          | Asia          | 55,7                                                     | 50,9                                                     | 53,0                                                     | 54,7                                                     |
| 4               | Espanha        | Europa        | 52,7                                                     | 52,2                                                     | 57,9                                                     | 56,0                                                     |
| 5               | Itália         | Europa        | 43,6                                                     | 43,2                                                     | 42,7                                                     | 43,7                                                     |
| 6               | Reino Unido    | Europa        | 28,1                                                     | 28,2                                                     | 30,1                                                     | 30,9                                                     |
| 7               | Turquia        | Asia          | 27,0                                                     | 25,5                                                     | 25,0                                                     | 22,2                                                     |
| 8               | Alemanha       | Europa        | 26,9                                                     | 88                                                       | 24,9                                                     | 24,4                                                     |
| 9               | Malásia        | Asia          | 24,6                                                     | 23,6                                                     | 22,1                                                     | 21,0                                                     |
| 10              | México         | América       | 22,4                                                     | 21,5                                                     | 22,6                                                     | 21,4                                                     |
| Total mundial   | Total mundial  | Total mundial | 940                                                      | 882                                                      | 917                                                      | 904                                                      |

Presenças turísticas em estabelecimentos hoteleiros
| Rank | País           | Região OMT       | Noites em hotel (2019) |
| ---- | -------------- | ---------------- | ---------------------- |
| 1    | Estados Unidos | América do Norte | 345,4 milhões          |
| 2    | Espanha        | Europa           | 299,1 milhões          |
| 3    | Itália         | Europa           | 220,6 milhões          |
| 4    | China          | Ásia             | 196,2 milhões          |
| 5    | Reino Unido    | Europa           | 161,3 milhões          |
| 6    | França         | Europa           | 136,7 milhões          |

### Os destinos com as maiores receitas e os países com as maiores despesas
De acordo com as estimativas da Organização Mundial de Turismo (OMT), em 2008 as receitas geradas a nível mundial pelo turismo internacional atingiram USD 942 bilhões (€ 641 bilhões), mas devido à crise econômica de 2008-2009 as receitas diminuíram para USD 852 bilhões (€ 611 bilhões) em 2009, representando uma queda de 5,8%, levando em consideração o ajuste pelas flutuações da taxa de câmbio e da inflação do dólar americano em relação ao euro. Em 2010 as receitas totais atingiram USD 919 bilhões (€ bilhões) e os países que mais arrecadaram com o turismo internacional continuam se concentrando na Europa, mas o maior arrecadador em 2010 continua sendo os Estados Unidos com USD 103,5 bilhões seguido pela Espanha e França. Em 2010 Alemanha continua como o país emissor com maiores despesas nos outros destinos, seguido pelos Estados Unidos.
Segundo as estatísticas da OMT, em 2010 os seguintes 10 países receberam as maiores receitas vindas do turismo internacional, e também se apresentam os 10 países emissores com as maiores despesas em turismo internacional:
| Receitas do turismo internacional por país receptor 2008-2010 | Receitas do turismo internacional por país receptor 2008-2010 | Receitas do turismo internacional por país receptor 2008-2010 | Receitas do turismo internacional por país receptor 2008-2010 | Receitas do turismo internacional por país receptor 2008-2010 | Receitas do turismo internacional por país receptor 2008-2010 | Despesas do turismo internacional por país de emissor 2008-2010 | Despesas do turismo internacional por país de emissor 2008-2010 | Despesas do turismo internacional por país de emissor 2008-2010 | Despesas do turismo internacional por país de emissor 2008-2010 | Despesas do turismo internacional por país de emissor 2008-2010 | Despesas do turismo internacional por país de emissor 2008-2010 |
| Posição mundial                                               | País                                                          | Continente                                                    | Receitas geradas turismo intl. em 2010 (em bilhões)           | Receitas geradas turismo intl. em 2009 (em bilhões)           | Receitas geradas turismo intl. em 2008 (em bilhões)           | Posição mundial                                                 | País                                                            | Continente                                                      | Despesas em turismo intl. por país emissor em 2010 (em bilhões) | Despesas em turismo intl. por país emissor em 2009 (em bilhões) | Despesas em turismo intl. por país emissor em 2008 (em bilhões) |
| 1                                                             | Estados Unidos                                                | América                                                       | US$ 103,5                                                     | US$ 94,2                                                      | US$110,0                                                      | 1                                                               | Alemanha                                                        | Europa                                                          | US$ 77,7                                                        | US$ 81,2                                                        | US$ 91,0                                                        |
| 2                                                             | Espanha                                                       | Europa                                                        | US$ 52,5                                                      | US$ 53,2                                                      | US$ 61,6                                                      | 2                                                               | Estados Unidos                                                  | América                                                         | US$ 75,5                                                        | US$ 74,1                                                        | US$ 79,7                                                        |
| 3                                                             | França                                                        | Europa                                                        | US$ 46,3                                                      | US$ 49,4                                                      | US$ 55,6                                                      | 3                                                               | China                                                           | Asia                                                            | US$ 54,9                                                        | US$ 43,7                                                        | US$ 36,2                                                        |
| 4                                                             | China                                                         | Asia                                                          | US$ 45,8                                                      | US$ 39,7                                                      | US$ 40,8                                                      | 4                                                               | Reino Unido                                                     | Europa                                                          | US$ 48,6                                                        | US$ 50,1                                                        | US$ 68,5                                                        |
| 5                                                             | Itália                                                        | Europa                                                        | US$ 38,8                                                      | US$ 40,2                                                      | US$ 45,7                                                      | 5                                                               | França                                                          | Europa                                                          | US$ 39,4                                                        | US$ 38,5                                                        | US$ 41,4                                                        |
| 6                                                             | Alemanha                                                      | Europa                                                        | US$ 34,7                                                      | US$ 34,6                                                      | US$ 40,0                                                      | 6                                                               | Canadá                                                          | América                                                         | US$ 29,5                                                        | US$ 24,2                                                        | US$ 27,2                                                        |
| 7                                                             | Reino Unido                                                   | Europa                                                        | US$ 30,4                                                      | US$ 30,1                                                      | US$ 36,0                                                      | 7                                                               | Japão                                                           | Asia                                                            | US$ 27,9                                                        | US$ 25,1                                                        | US$ 27,9                                                        |
| 8                                                             | Austrália                                                     | Oceanía                                                       | US$ 30,1                                                      | US$ 25,4                                                      | US$ 24,8                                                      | 8                                                               | Itália                                                          | Europa                                                          | US$ 27,1                                                        | US$ 27,9                                                        | US$ 30,8                                                        |
| 9                                                             | Hong Kong                                                     | Asia                                                          | US$ 23,0                                                      | US$ 16,4                                                      | US$ 15,3                                                      | 9                                                               | Rússia                                                          | Europa                                                          | US$ 26,5                                                        | US$ 20,9                                                        | US$ 23,8                                                        |
| 10                                                            | Turquia                                                       | Asia                                                          | US$ 20,8                                                      | US$ 21,3                                                      | US$ 22,0                                                      | 10                                                              | Austrália                                                       | Oceanía                                                         | US$ 22,5                                                        | US$17,6                                                         | NA                                                              |

### As cidades e as atrações turísticas mais visitadas do mundo

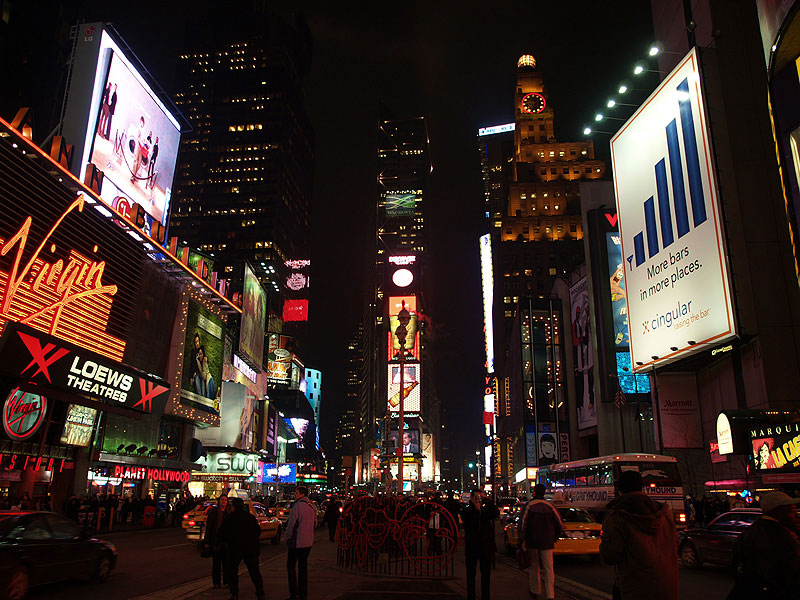
Vista noturna da Times Square, Nova Iorque.

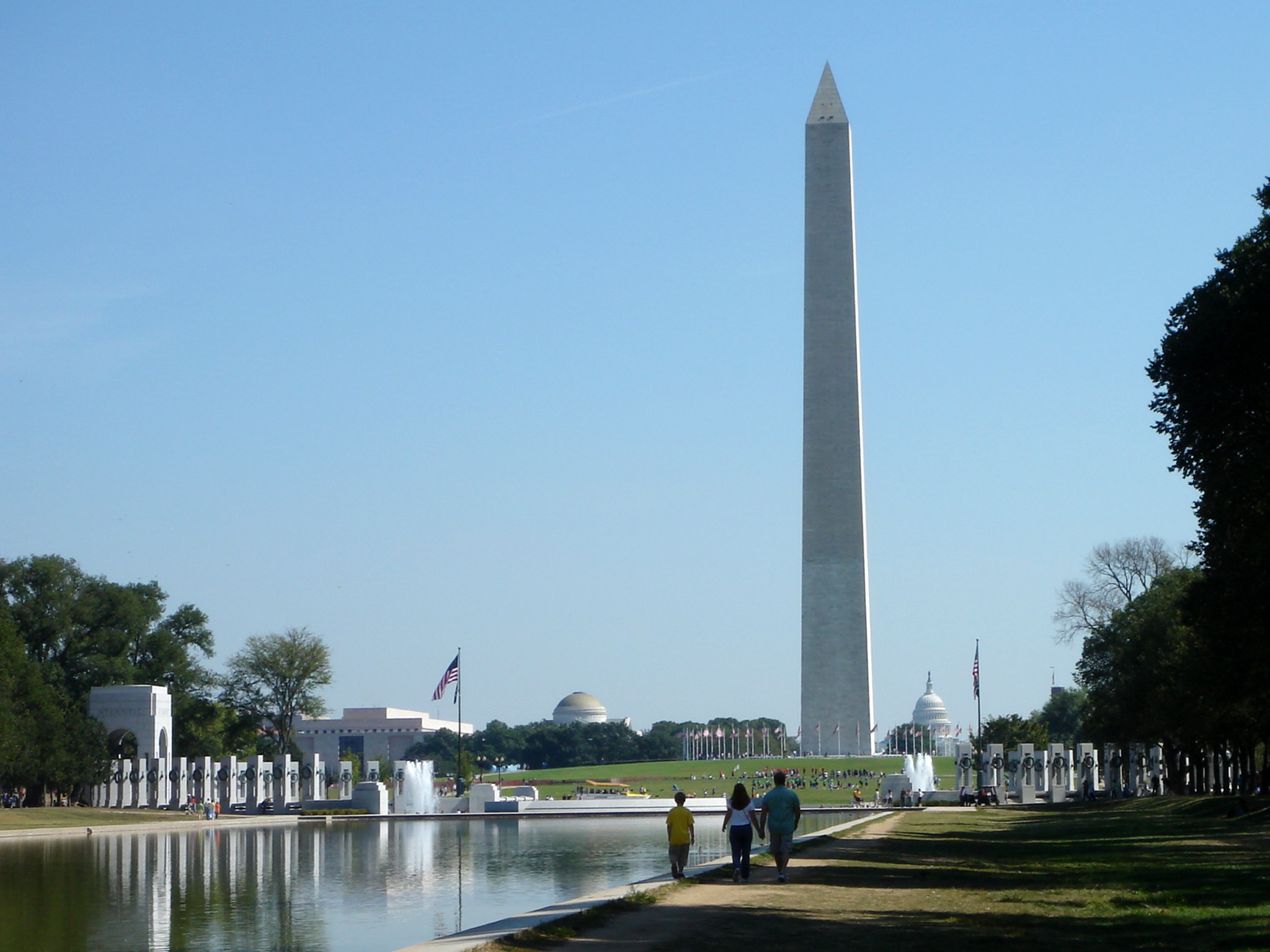
National Mall & Memorial Parks, Washington, D.C..

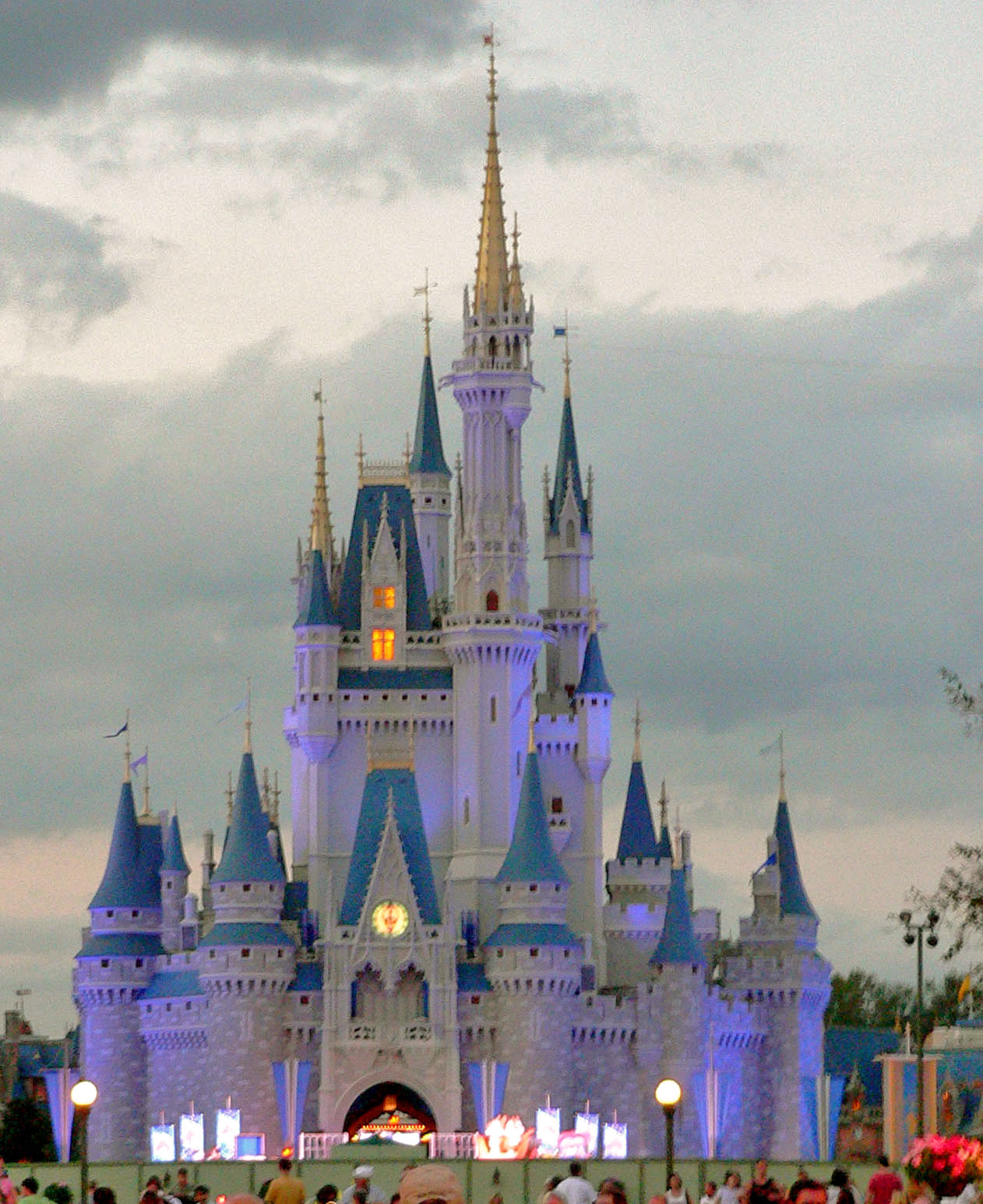
Castelo da Cinderela, no coração do Magic Kingdom.

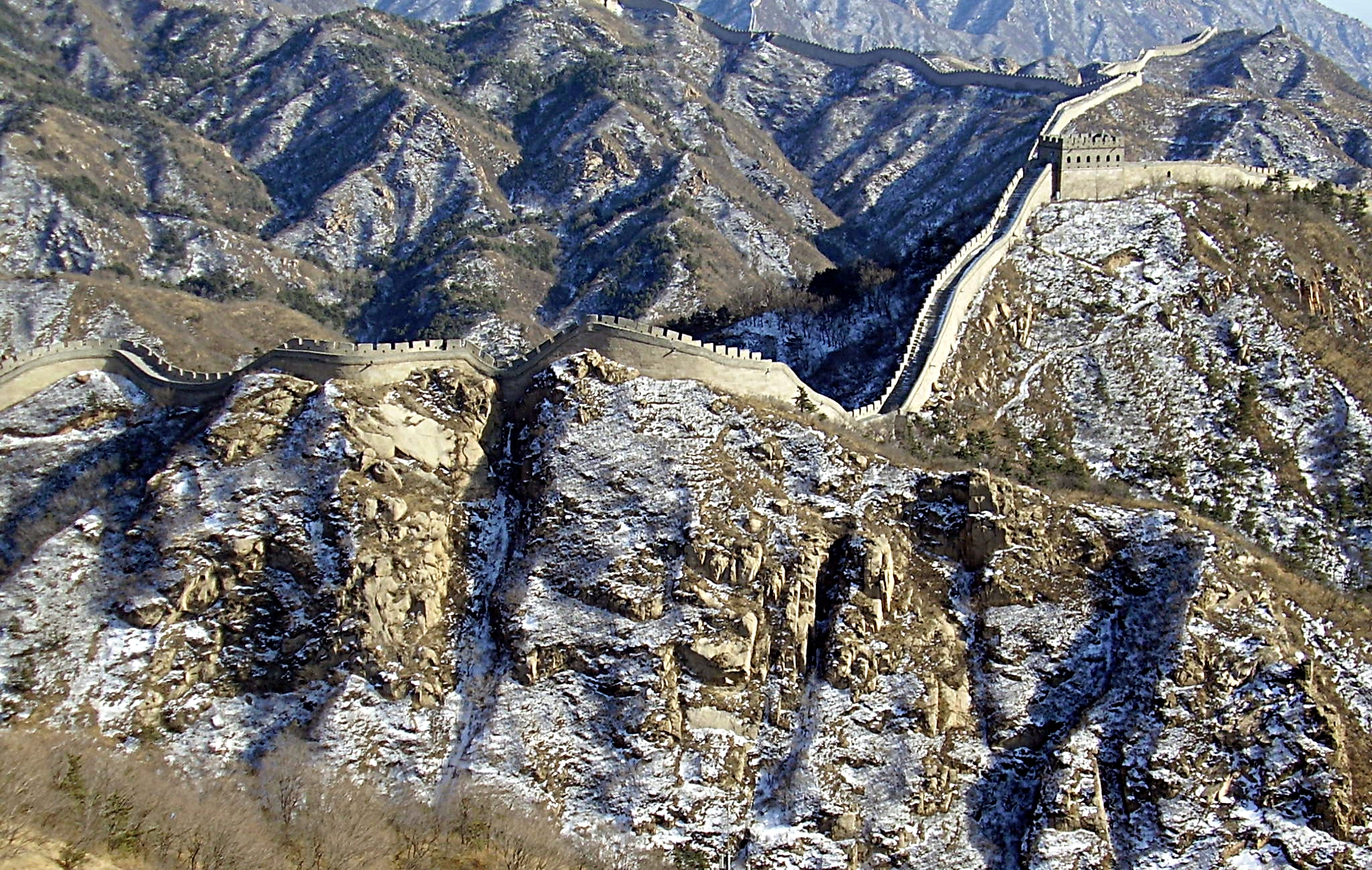
A Muralha da China, na China.

Coliseu em Roma, Itália.

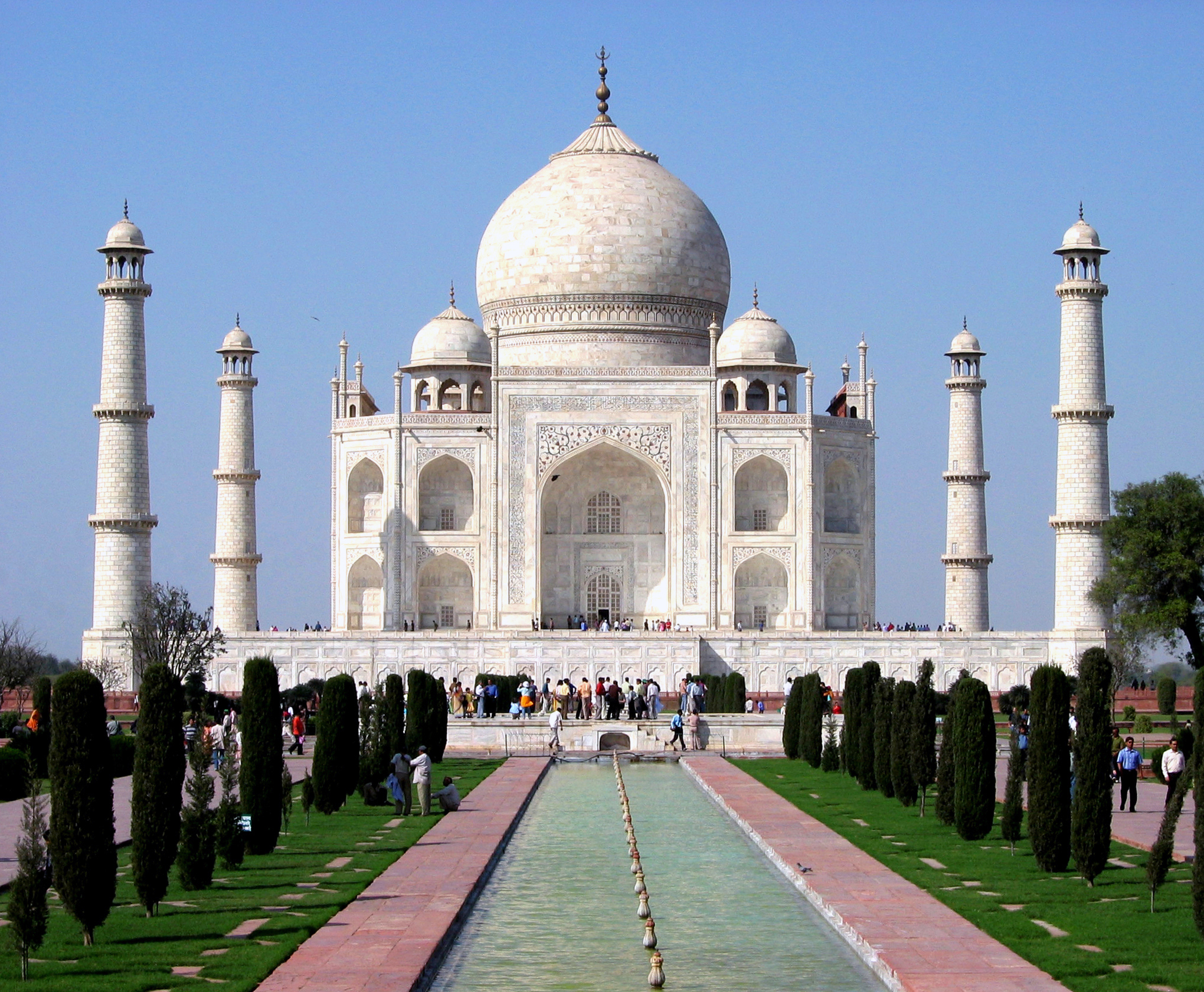
Taj Mahal em Agra, Índia.

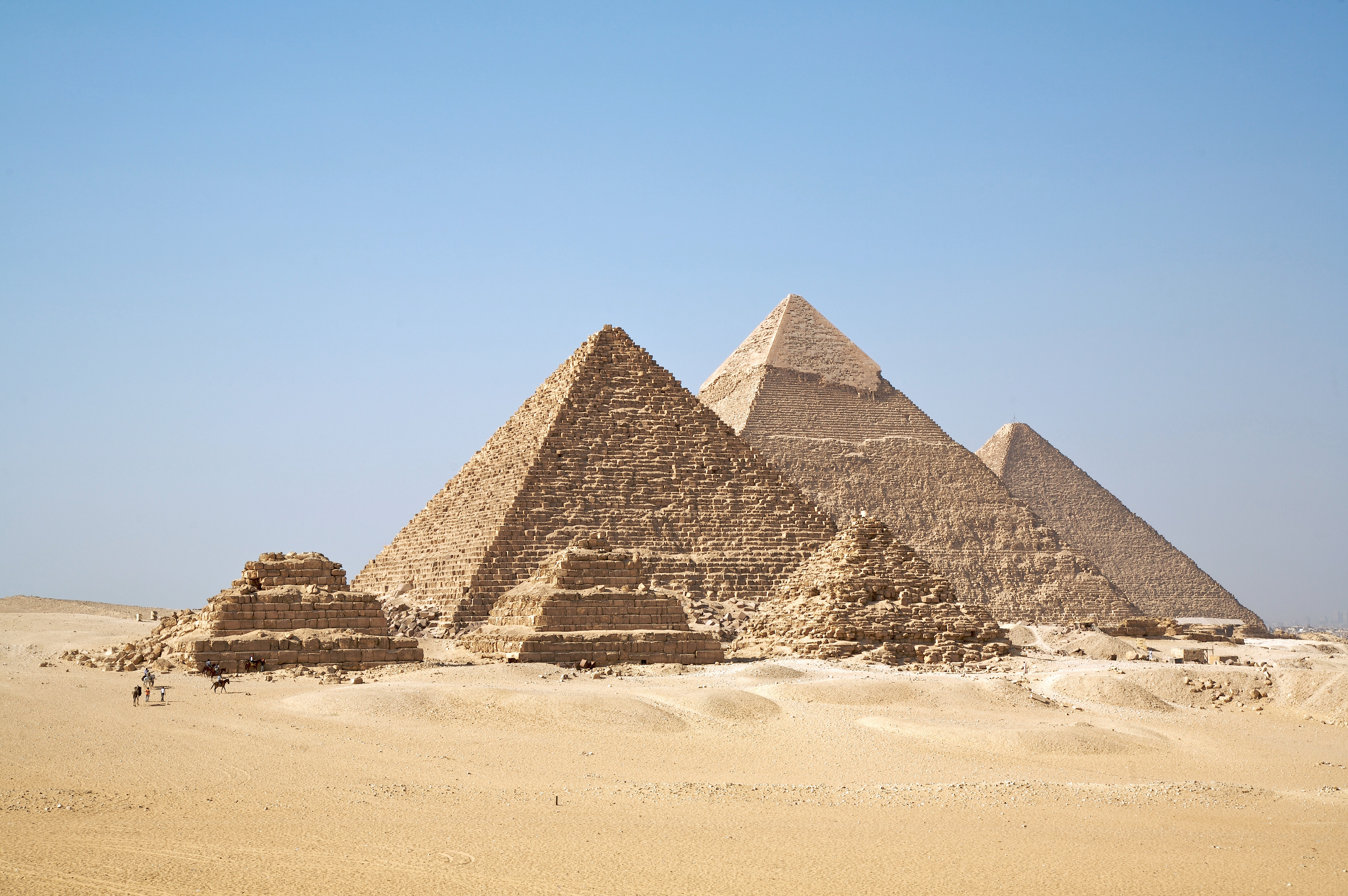
Pirâmides de Gizé no Cairo, Egito.

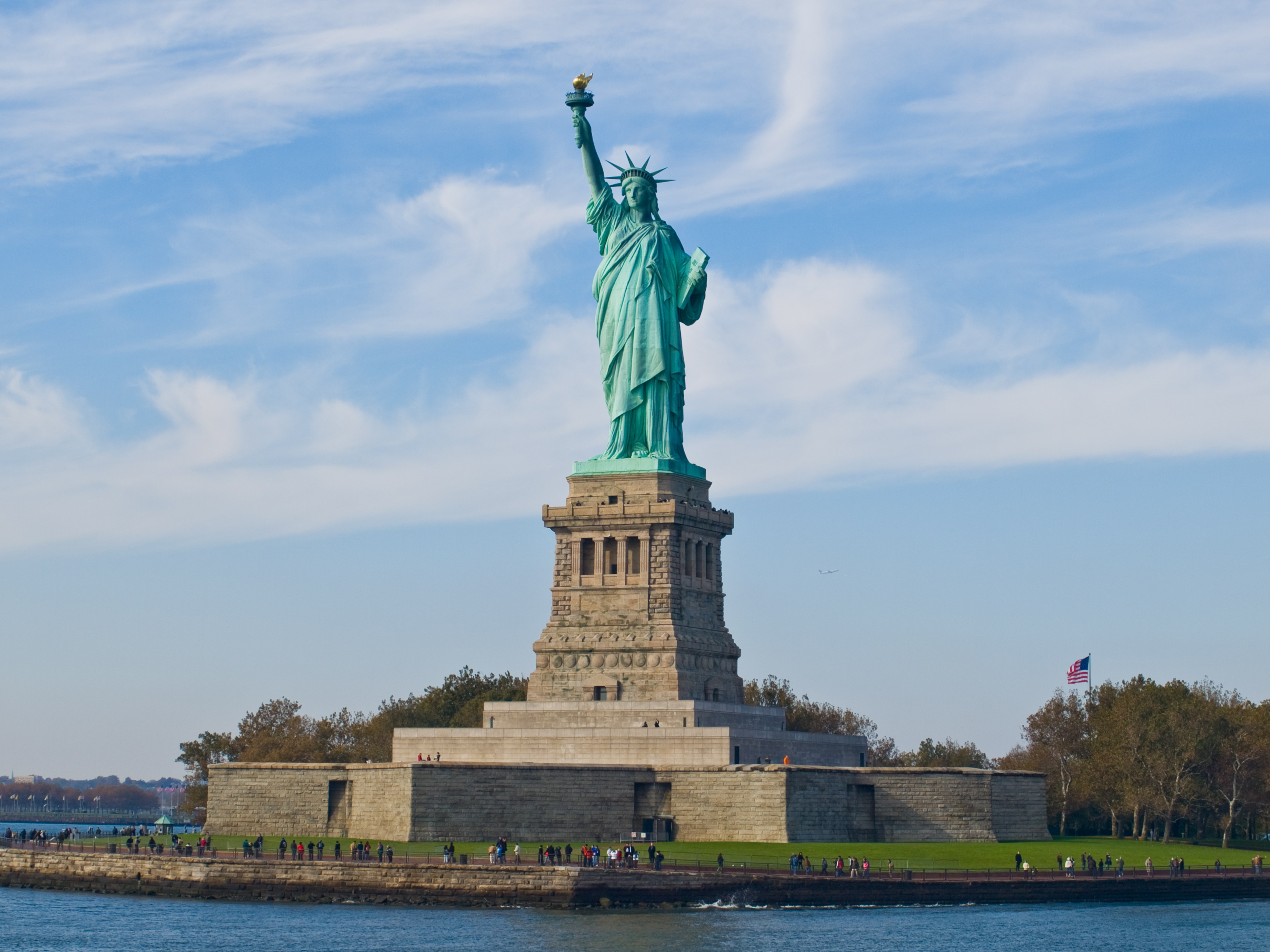
Estátua da Liberdade, um dos principais pontos turísticos dos Estados Unidos.

A Revista Forbes realizou uma pesquisa em 2007 para classificar as 50 maiores atrações turísticas do mundo, considerando tanto turistas internacionais como domésticos. Por outra parte, a firma Euromonitor classificou as 150 cidades mais visitadas pelos turistas internacionais no mundo durante 2006. As seguintes são as 10 melhores atrações do mundo segundo a Forbes, e se incluem também alguns outros destinos famosos posicionados dentro dos 50 melhores, e também se apresentam as 10 cidades mais visitadas do mundo e se incluem cidades de países lusófonos que classificaram dentro deste ranking:
| Atrações turísticas mais visitadas do mundo em 2007 por turistas domésticos e internacionais Top 10 | Atrações turísticas mais visitadas do mundo em 2007 por turistas domésticos e internacionais Top 10 | Atrações turísticas mais visitadas do mundo em 2007 por turistas domésticos e internacionais Top 10 | Atrações turísticas mais visitadas do mundo em 2007 por turistas domésticos e internacionais Top 10 | Atrações turísticas mais visitadas do mundo em 2007 por turistas domésticos e internacionais Top 10 | Cidades mais visitadas em 2006 por turistas internacionais Top 10 | Cidades mais visitadas em 2006 por turistas internacionais Top 10 | Cidades mais visitadas em 2006 por turistas internacionais Top 10 |
| Posição mundial                                                                                     | Atração turística                                                                                   | Cidade                                                                                              | País                                                                                                | Número de turistas (em milhões)                                                                     | Posição mundial                                                   | Cidade                                                            | Número de turistas (em milhões)                                   |
| 1                                                                                                   | Times Square                                                                                        | Nova Iorque                                                                                         | Estados Unidos                                                                                      | 35                                                                                                  | 1                                                                 | Londres                                                           | 15,64                                                             |
| 2                                                                                                   | National Mall & Memorial Parks                                                                      | Washington, D.C.                                                                                    | EUA                                                                                                 | 25                                                                                                  | 2                                                                 | Bangkok                                                           | 10,35                                                             |
| 3                                                                                                   | Walt Disney World's Magic Kingdom                                                                   | Lake Buena Vista, FL                                                                                | EUA                                                                                                 | 16,6                                                                                                | 3                                                                 | Paris                                                             | 9,70                                                              |
| 4                                                                                                   | Trafalgar Square                                                                                    | Londres                                                                                             | Reino Unido                                                                                         | 15                                                                                                  | 4                                                                 | Singapura                                                         | 9,50                                                              |
| 5                                                                                                   | Disneylândia                                                                                        | Anaheim, CA                                                                                         | EUA                                                                                                 | 14,7                                                                                                | 5                                                                 | Hong Kong                                                         | 8,14                                                              |
| 6                                                                                                   | Cataratas do Niágara                                                                                | Ontário & Nova Iorque                                                                               | CAN & Estados Unidos                                                                                | 14                                                                                                  | 6                                                                 | Nova Iorque                                                       | 6,22                                                              |
| 7                                                                                                   | Fisherman's Wharf & Golden Gate                                                                     | São Francisco,CA                                                                                    | Estados Unidos                                                                                      | 13                                                                                                  | 7                                                                 | Dubai                                                             | 6,12                                                              |
| 8                                                                                                   | Tóquio Disneylândia & Disney Sea                                                                    | Tóquio                                                                                              | Japão                                                                                               | 12,9                                                                                                | 8                                                                 | Roma                                                              | 6,03                                                              |
| 9                                                                                                   | Catedral de Notre-Dame de Paris                                                                     | Paris                                                                                               | França                                                                                              | 12                                                                                                  | 9                                                                 | Seul                                                              | 4,92                                                              |
| 10                                                                                                  | Disneylândia Paris                                                                                  | Paris                                                                                               | França                                                                                              | 10,6                                                                                                | 10                                                                | Barcelona                                                         | 4,69                                                              |
| Outros destinos famosos                                                                             | Outros destinos famosos                                                                             | Outros destinos famosos                                                                             | Outros destinos famosos                                                                             | Outros destinos famosos                                                                             | Cidades lusófonas no ranking                                      | Cidades lusófonas no ranking                                      | Cidades lusófonas no ranking                                      |
| 11                                                                                                  | Muralha da China                                                                                    | Badaling                                                                                            | China                                                                                               | 10                                                                                                  | 35                                                                | Rio de Janeiro                                                    | 2,19                                                              |
| 18                                                                                                  | Torre Eiffel                                                                                        | Paris                                                                                               | França                                                                                              | 6,7                                                                                                 | 47                                                                | Lisboa                                                            | 1,72                                                              |
| 31                                                                                                  | Grand Canyon                                                                                        | Arizona                                                                                             | EUA                                                                                                 | 4,4                                                                                                 | 62                                                                | São Paulo                                                         | 1,10                                                              |
| 36                                                                                                  | Estátua da Liberdade                                                                                | Nova Iorque                                                                                         | Estados Unidos                                                                                      | 4,24                                                                                                | 71                                                                | Salvador                                                          | 0,94                                                              |
| 37                                                                                                  | Vaticano e seus museus                                                                              | Vaticano                                                                                            | Vaticano                                                                                            | 4,2                                                                                                 | 104                                                               | Fortaleza                                                         | 0,50                                                              |
| 39                                                                                                  | Coliseu de Roma                                                                                     | Roma                                                                                                | Itália                                                                                              | 4                                                                                                   | 109                                                               | Foz do Iguaçu                                                     | 0,44                                                              |
| 47                                                                                                  | Pirâmides de Gizé                                                                                   | Cairo                                                                                               | Egito                                                                                               | 3                                                                                                   | 118                                                               | Búzios                                                            | 0,36                                                              |
| 50                                                                                                  | Taj Mahal                                                                                           | Agra                                                                                                | Índia                                                                                               | 2,4                                                                                                 | 123                                                               | Florianópolis                                                     | 0,31                                                              |

## Categorias
Ainda segundo a OMT, dependendo de uma pessoa estar em viagem para, de ou dentro de um certo país, as seguintes formas podem ser distinguidas:
- Turismo receptivo - quando não-residentes são recebidos por um país de destino, do ponto de vista desse destino.
- Turismo emissivo - quando residentes viajam a outro país, do ponto de vista do país de origem.
- Turismo doméstico - quando residentes de dado país viajam dentro dos limites do mesmo.

### Turismo receptivo
O turismo receptivo é o conjunto de bens, serviços, infraestrutura, atrativos, etc., pronto a atender as expectativas dos indivíduos que adquiriram o produto turístico. Trata-se do inverso do turismo emissivo. Corresponde à oferta turística, já que se trata da localidade receptora e seus respectivos atrativos, bens e serviços a serem oferecidos aos turistas lá presentes.
O turismo receptivo, para se organizar de modo que seja bem estruturado, deve ter o apoio de três elementos essenciais para que esse planejamento seja executado com sucesso. São eles:
- Relação turismo e governo em harmonia;
- Apoio e investimentos dos empresários;
- Envolvimento da comunidade local.

A partir da inter-relação desses elementos é que pode nascer um centro receptor competitivo, lembrando que eles são apenas os essenciais, mas não os diferenciais, uma vez que é o diferencial que fará com que o turista se desloque até esse possível centro.
Nesse centro receptor, além de haver esses três elementos de fundamental importância para a formação do produto turístico, também deve haver outros que devem estar presentes na localidade. Alguns deles: Atrativos naturais e histórico/culturais; acessos; marketing; infraestrutura básica e complementar; condições de vida da população local; posicionamento geográfico; entre outros.

## Importância econômica

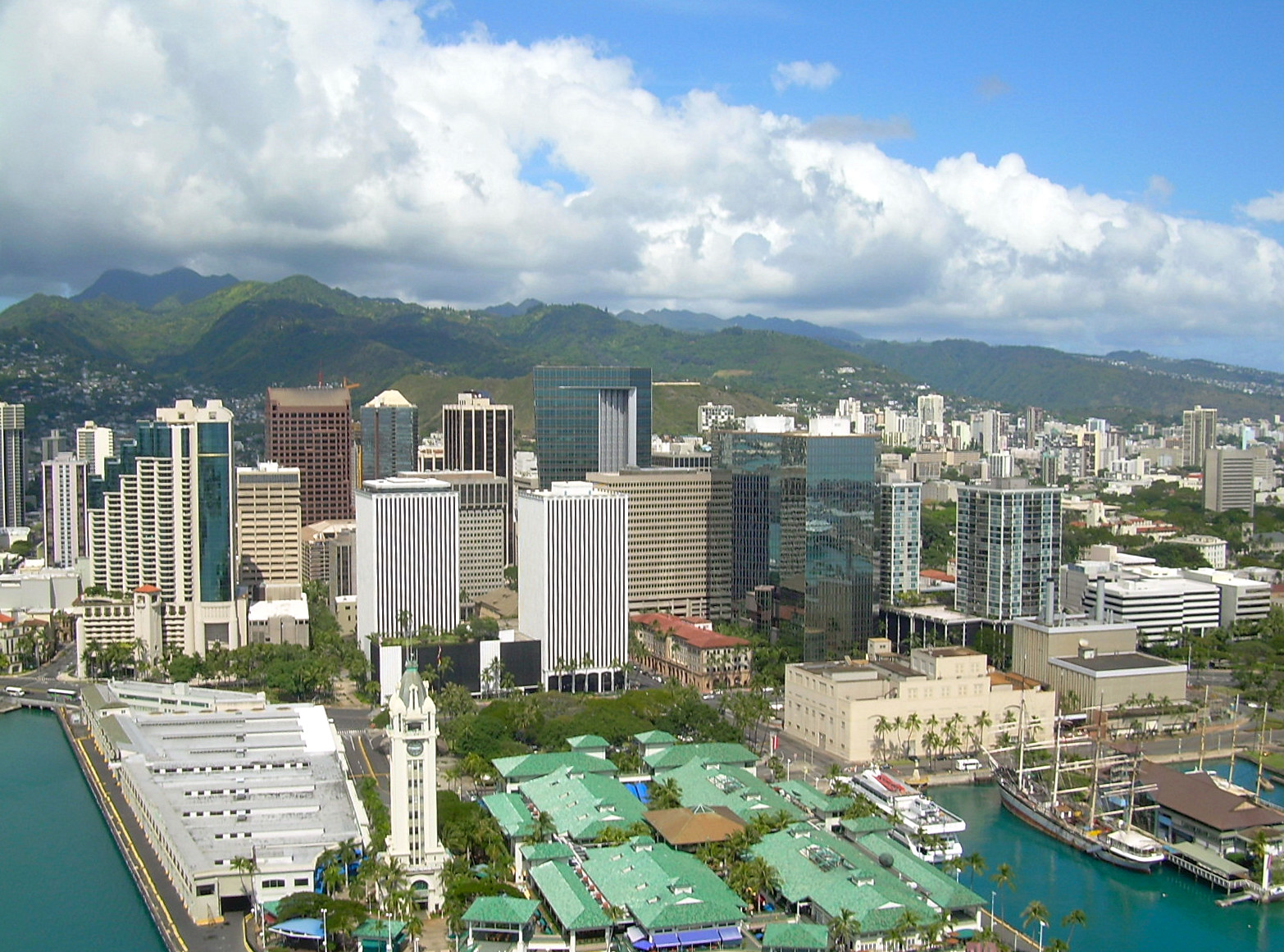
Honolulu, a maior cidade do estado do Havaí. O estado é por si só um dos maiores pontos indutores do turismo nos Estados Unidos.

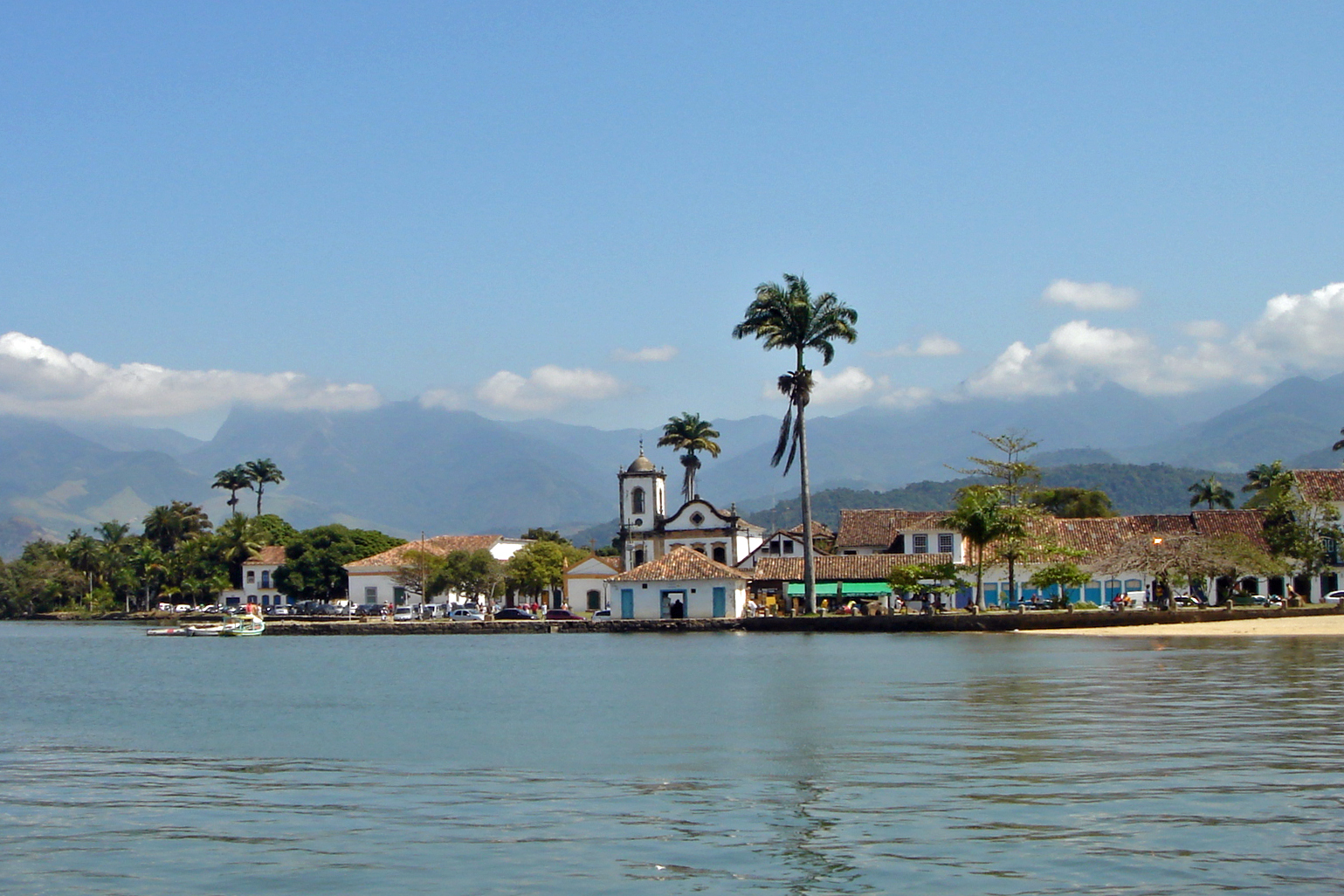
Paraty, cidade brasileira do estado do Rio de Janeiro, que depende economicamente do turismo.

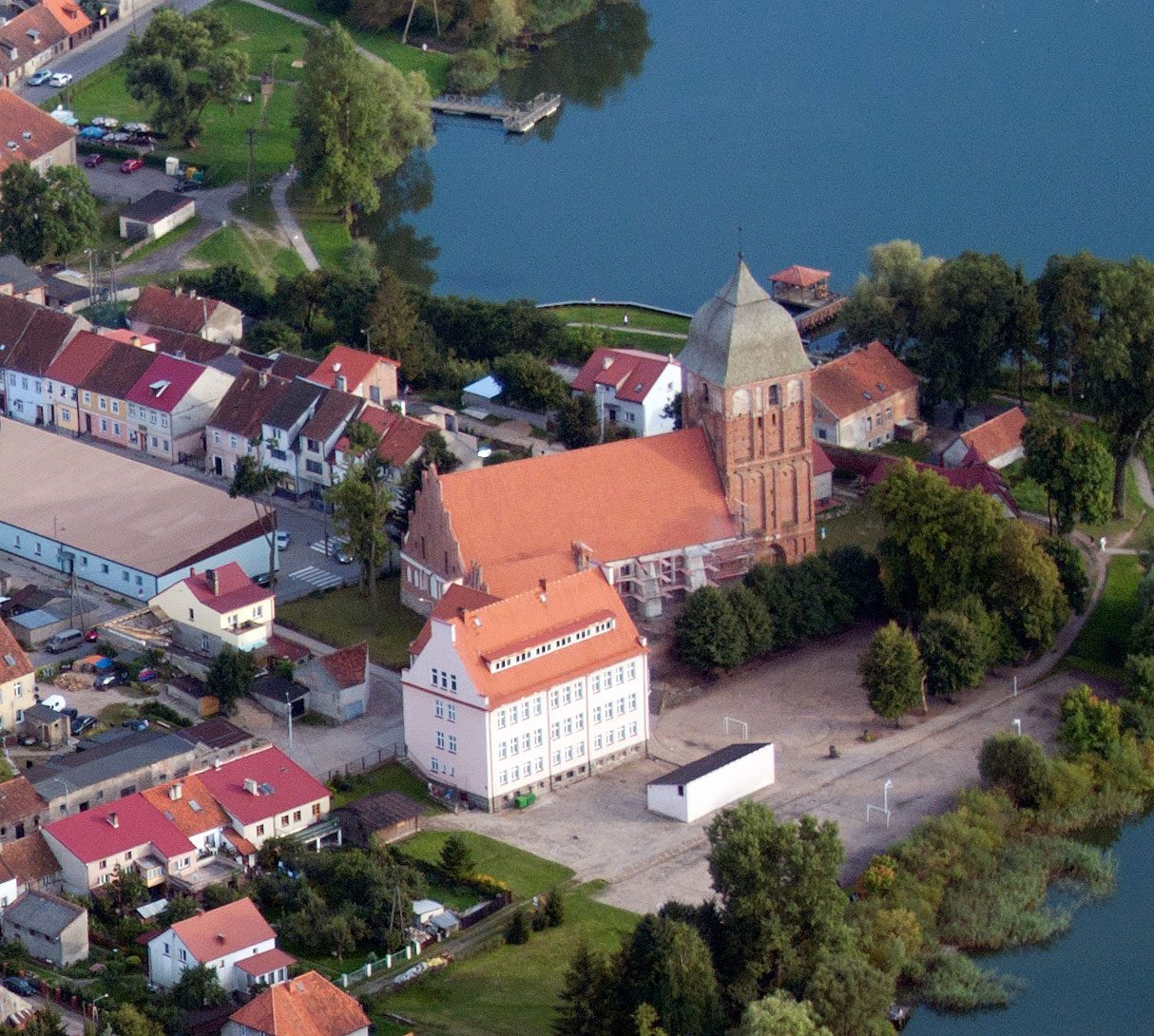
Pasym, pequena cidade polonesa. Pertence à rede das Cidades Cittaslow.

O Turismo é a atividade do setor terciário que mais cresce no Brasil (dentre as espécies, significativamente, o turismo ecológico, o turismo de aventura e os cruzeiros marítimos) e no mundo, movimentando, direta ou indiretamente mais de US$ 4 trilhões (2004), criando também, direta ou indiretamente, 170 milhões de postos de trabalho, o que representa 1 de cada 9 empregos criados no mundo.
Tal ramo é de fundamental importância para o profissionalismo do setor turístico e necessário para a economia de diversos países com excelente potencial turístico, como o Brasil.
No Brasil, cidades médias e pequenas que são desprovidas de um próprio centro financeiro, precisam de meios para o crescimento de sua economia e de seu desenvolvimento. Alguns exemplos sobre esse caso são: Vitória, Guarujá, Ilha Bela, Ubatuba, Ouro Preto, Tiradentes, Paraty, Angra dos Reis, Armação dos Búzios, Cabo Frio, entre outras.
Grandes metrópoles globais também usam o turismo para sua fonte econômica, apesar de terem uma ampla economia de influência nacional ou internacional, como: São Paulo, Rio de Janeiro, Buenos Aires, Nova Iorque, Los Angeles, Londres, Paris, Tóquio, entre outras. Muitas delas utilizam diversos tipos de turismo, como: de negócios, lazer, cultural, ecológico(mais aplicado em cidades menores com maior área rural, apesar de existirem reservas florestais em algumas metrópoles), etc.
Em outros países, entre desenvolvidos e subdesenvolvidos, ocorre o mesmo. Nos Estados Unidos, o estado do Havaí, além de ser uma ilha distante do continente, possui também pouca população, em comparação a outros estados, sendo assim, difícil de ter um maior crescimento na sua economia. Portanto, o estado teve de optar para o turismo, e hoje é um dos mais famosos pontos turísticos dos Estados Unidos, sendo conhecido por suas belas praias e resorts.
Atualmente, um dos locais que mais crescem com o turismo, é a cidade de Dubai, nos Emirados Árabes Unidos. Pela sua localização, próxima à regiões de conflitos étnicos e religiosos, a cidade teve de enfrentar muitos obstáculos para ser conhecida em diferentes partes do mundo. Conta com os mais exóticos e originais arranha-céus, sendo muitos deles, hotéis, tendo destaque para o Burj Al Arab, cartão postal da cidade, e para o Rose Tower, o hotel mais alto do mundo.

## Estudo do turismo
O estudo do turismo é uma área de recente desenvolvimento dentre as ciências sociais aplicadas. No Brasil os primeiros cursos superiores na área sugiram no início da década de 1970, destacando-se aqueles criados na antiga Faculdade Anhembi Morumbi e na Universidade de São Paulo, e também o da Pontifícia Universidade Católica do Rio Grande do Sul (PUCRS).
Apesar de controverso, o termo turismologia têm sido utilizado para designar essa área de estudos, sendo turismólogo o termo utilizado designar o estudioso da área.

## Turismo nos países lusófonos

### Turismo no Brasil

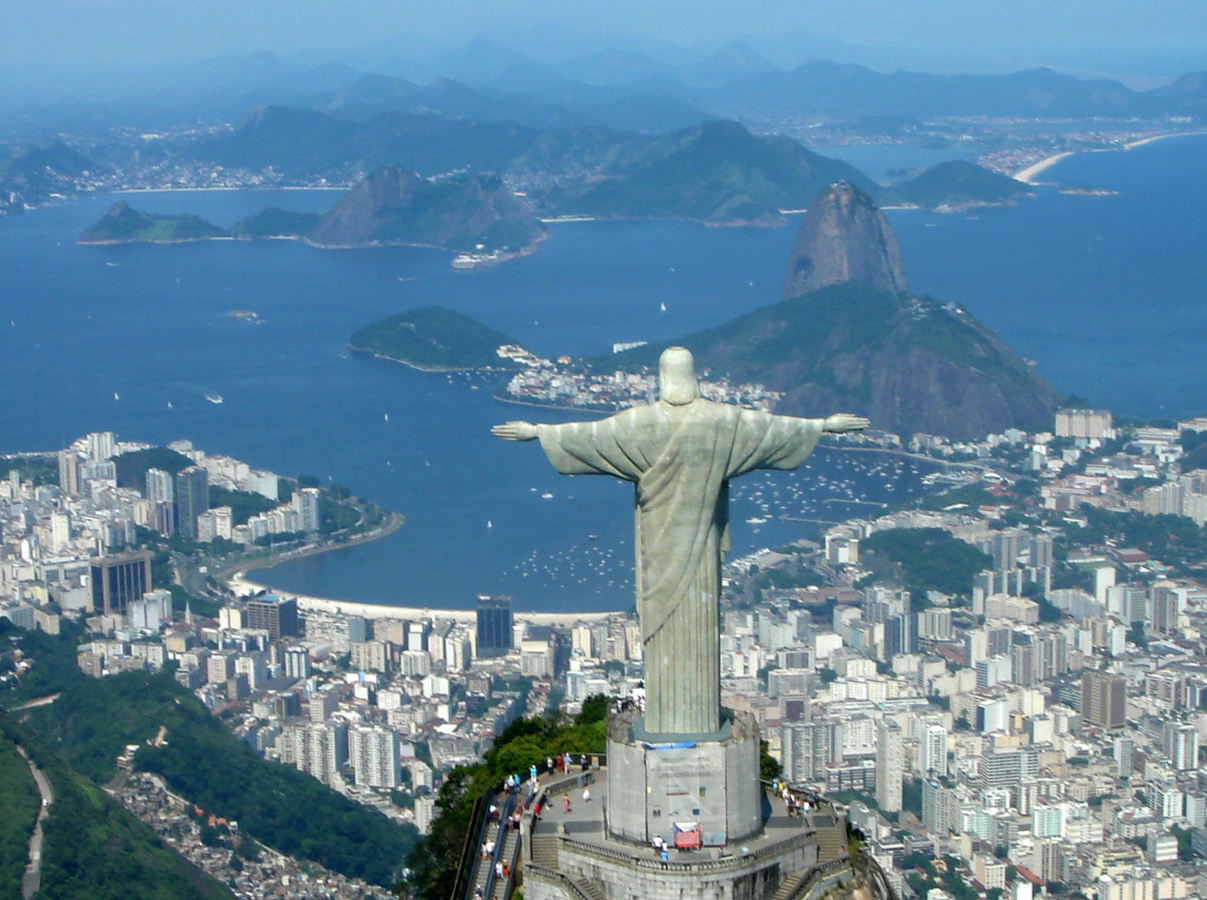
Rio de Janeiro é um dos principais destinos turísticos dos estrangeiros que viajam ao Brasil.

O turismo no Brasil se caracteriza por oferecer tanto ao turista brasileiro quanto ao estrangeiro uma gama mais que variada de opções. Nos últimos anos, o governo tem feito muitos esforços em políticas públicas para desenvolver o turismo brasileiro, com programas como o Vai Brasil, procurando baratear o deslocamento interno, desenvolvendo infraestrutura turística e capacitando mão-de-obra para o setor, além de aumentar consideravelmente a divulgação do país no exterior. São notáveis a procura pela Amazônia na região Norte, o litoral na região Nordeste, o Pantanal e o Planalto Central no Centro-Oeste, além do interesse pela arquitetura brasiliense, o turismo histórico em Minas Gerais, o litoral do Rio de Janeiro e da Bahia e os negócios em São Paulo dividem o interesse no Sudeste, e os pampas, o clima frio e a arquitetura germânica no Sul do país.

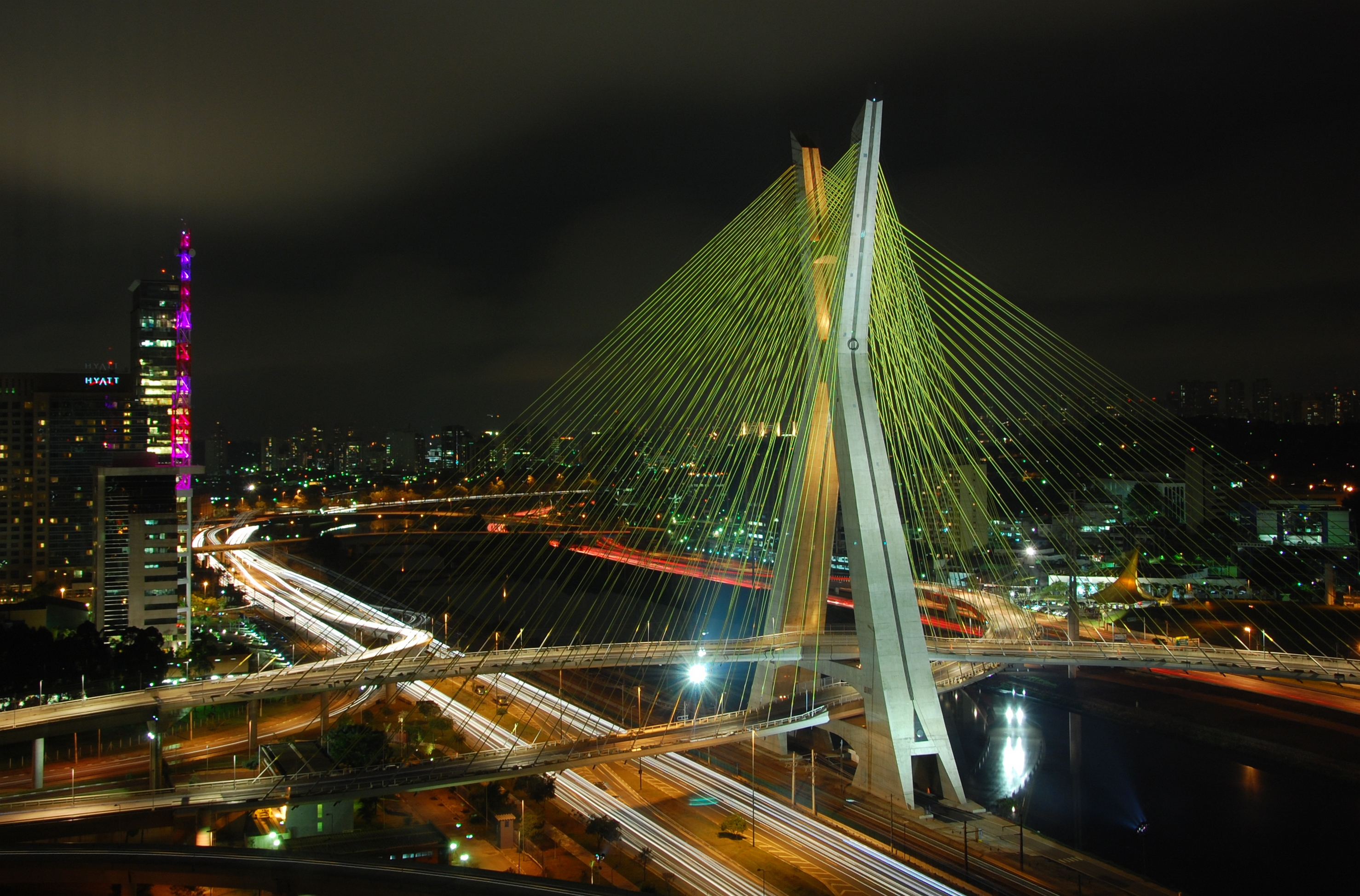
São Paulo, a maior cidade do Brasil. É a cidade mais visitada do país por estrangeiros que viajam a negócios e eventos.

O turismo interno é muito forte economicamente. De acordo com a pesquisa de intenções de viagem feita pela Fundação Getúlio Vargas para o Ministério do Turismo, 81% dos brasileiros que pretendem viajar nos próximos seis meses, visitarão destinos nacionais (dados de novembro de 2015).
Os destinos mais procurados pelos brasileiros são São Paulo, Rio de Janeiro e os estados da região Nordeste, principalmente Bahia e Pernambuco. Segundo a pesquisa "Hábitos de Consumo do Turismo Brasileiro 2009", realizada pelo Vox Populi em novembro de 2009, a Bahia é o destino turístico preferido dentre os turistas que residem no país, já que 21,4% dos turistas que pretendem viajar nos próximos dois anos optarão pelo estado. A vantagem é grande para os demais, Pernambuco, com 11,9%, e São Paulo, com 10,9%, estão, respectivamente, em segundo e terceiro lugares nas categorias pesquisadas.
No turismo internacional, a imagem de que o Brasil é um país muito procurado por turistas estrangeiro, e que esta terra recebe um número enorme de visitantes oriundos de outros países é relativamente enganosa. Apesar das opções variadas e do enorme território a ser visitado, o Brasil não figura sequer entre os trinta países mais visitados do mundo. Alguns fatores como o medo da violência, da má estrutura e falta de pessoal capacitado (como a carência falantes de inglês no serviço público do turismo, por exemplo) podem ser motivos para explicar esta relativamente baixa procura pelo Brasil como destino.
Contudo, ao que tudo indica, a razão principal pela baixa procura por estrangeiros pelo Brasil, se deve pelo fato deste país se encontrar distante dos países grandes emissores de turistas. 85% das viagens aéreas feitas no mundo acontecem em, no máximo, duas horas de voo.[carece de fontes?] Os problemas estruturais e socioeconômicos do Brasil parecem não interferir tanto no fluxo de turistas estrangeiros, uma vez que, segundo o Plano Aquarela, conduzido pela Embratur, 92% dos estrangeiros que estiveram neste país pretendem voltar.
Mas situação do turismo no Brasil aos poucos tem melhorado. Em 2005 o Brasil recebe 564 467 turistas a mais que em 2006. Mas ainda assim o número de estrangeiros é muito pequeno se compararmos, por exemplo, à França, um país com o território de tamanho semelhante ao do estado de Minas Gerais, mas que recebe 14 vezes mais visitantes estrangeiros que o Brasil.
Os países que mais enviaram estrangeiros para o Brasil em 2013 foram:
| Principais 15 países emissores de turistas para o Brasil em 2013 | Principais 15 países emissores de turistas para o Brasil em 2013 | Principais 15 países emissores de turistas para o Brasil em 2013 | Principais 15 países emissores de turistas para o Brasil em 2013 | Principais 15 países emissores de turistas para o Brasil em 2013 | Principais 15 países emissores de turistas para o Brasil em 2013 | Principais 15 países emissores de turistas para o Brasil em 2013 | Principais 15 países emissores de turistas para o Brasil em 2013 |
| Posição                                                          | País de origem                                                   | Turistas estrangeiros 2013                                       | % total                                                          | Posição                                                          | País de origem                                                   | Turistas estrangeiros 2013                                       | % total                                                          |
| ---------------------------------------------------------------- | ---------------------------------------------------------------- | ---------------------------------------------------------------- | ---------------------------------------------------------------- | ---------------------------------------------------------------- | ---------------------------------------------------------------- | ---------------------------------------------------------------- | ---------------------------------------------------------------- |
| 1º                                                               | Argentina                                                        | 1 711 491                                                        | 29,44                                                            | 9º                                                               | Espanha                                                          | 169 751                                                          | 2,92                                                             |
| 2º                                                               | Estados Unidos                                                   | 592 827                                                          | 10,20                                                            | 10º                                                              | Inglaterra                                                       | 169 732                                                          | 2,92                                                             |
| 3º                                                               | Paraguai                                                         | 268 932                                                          | 4,63                                                             | 11º                                                              | Portugal                                                         | 168 250                                                          | 2,89                                                             |
| 4º                                                               | Chile                                                            | 268 203                                                          | 4,61                                                             | 12º                                                              | Colômbia                                                         | 116 461                                                          | 2,00                                                             |
| 5º                                                               | Uruguai                                                          | 262 512                                                          | 4,52                                                             | 13º                                                              | Peru                                                             | 98 602                                                           | 1,70                                                             |
| 6º                                                               | Alemanha                                                         | 236 505                                                          | 4,07                                                             | 14º                                                              | Bolívia                                                          | 95 028                                                           | 1,63                                                             |
| 7º                                                               | Itália                                                           | 233 243                                                          | 4,01                                                             | 15º                                                              | Japão                                                            | 87 225                                                           | 1,50                                                             |
| 8º                                                               | França                                                           | 224 078                                                          | 3,85                                                             |                                                                  |                                                                  |                                                                  |                                                                  |

### Turismo em Portugal
Portugal sempre se mostrou como um dos destinos turísticos mais seguros da Europa. Se apesar de até 1974 o país ter sofrido com o seu regime ditatorial, após esta data o turismo em terras portuguesas cresceu imenso.
Lisboa e Cascais foram os polos iniciais do turismo, aos quais se juntaram mais tarde a Ilha da Madeira e o Algarve; actualmente todo o país goza de um prestígio em todo o mundo. Um dos segmentos que mais tem crescido é o do turismo religioso, sobretudo devido ao aumento do número de turistas e de peregrinos vindos de todo o mundo para visitar o Santuário de Nossa Senhora de Fátima e o Santuário de Cristo Rei.
Hoje em dia, mais de 27 milhões de turistas anuais (2019) percorrem os cerca de 1000 quilómetros de costa, visitam os inúmeros locais considerados Património da Humanidade, cruzam as Planícies do Alentejo, escalam a Serra da Estrela, sobem o Rio Douro, mergulham nas praias do Algarve e da ilha do Porto Santo, encantam-se nos Açores ou, ainda, divertem-se nos muitos casinos portugueses.
Actualmente, o Algarve, a região de Lisboa, Cascais e Sintra, a Madeira, e o Porto lideram o ranking de destinos nacionais. O Alentejo Litoral começa também a afirmar-se como um grande polo turístico onde estão a efectuar-se grandes investimentos nesse sector nomeadamente em Tróia (Grândola) e Santiago do Cacém.

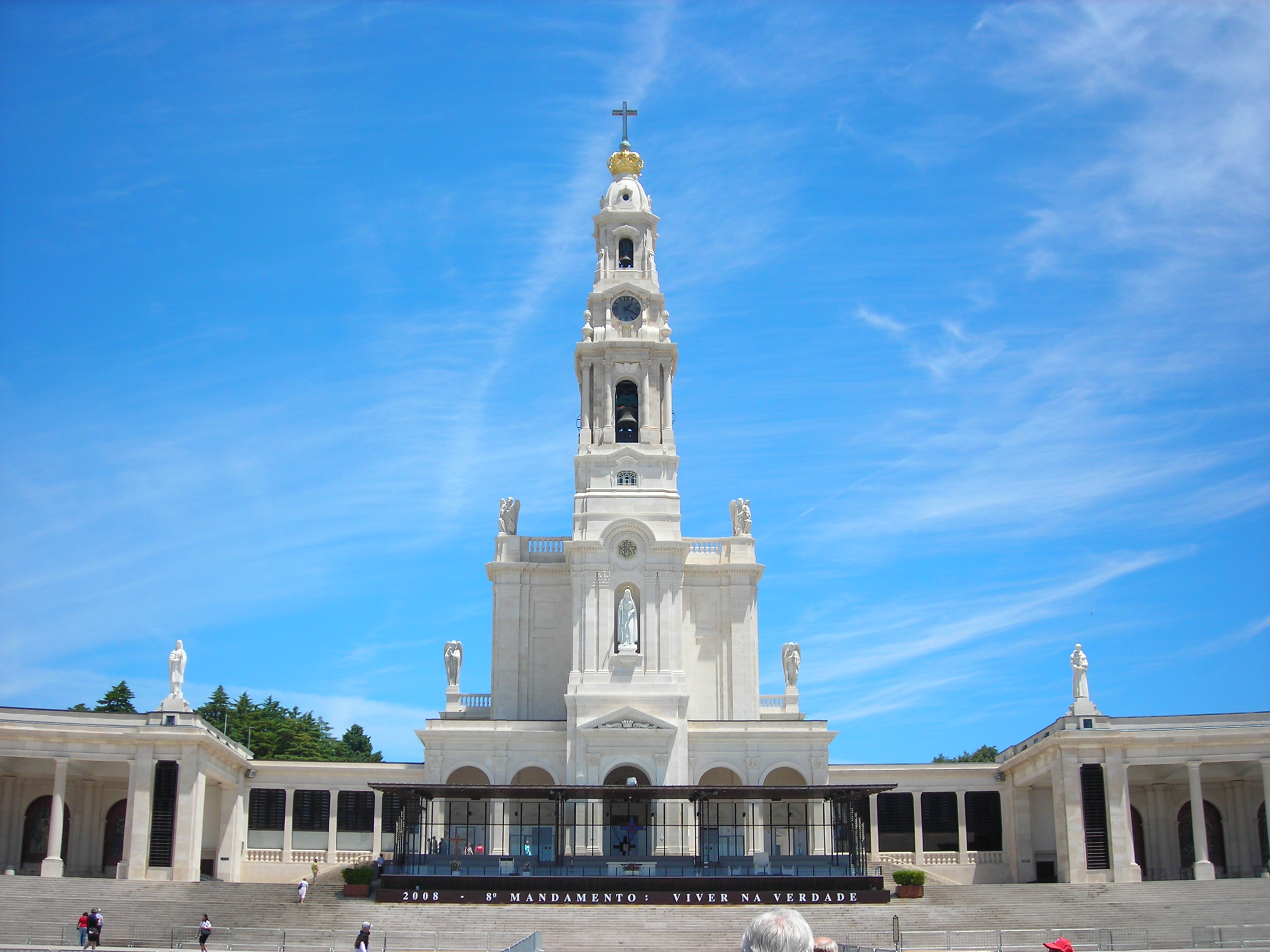
O Santuário de Fátima, na Cova da Iria, em Portugal, já recebe mais de cinco milhões de visitantes por ano.

O Algarve é um dos principais destinos de férias, durante todo o ano, dos países nórdicos e do Reino Unido. Vilamoura (o maior complexo turístico da Europa), Lagoa, Silves, Portimão, Albufeira e Faro são o centro da actividade turística algarvia.
O turismo em Portugal já é muito reconhecido internacionalmente. Ao passo que os portugueses elegem a Espanha, Brasil, Cuba, Tailândia, México, Itália, Marrocos, Moçambique, Tunísia, Cabo Verde ou a República Dominicana como seus destinos principais, Portugal é escolhido, preferencialmente, por turistas oriundos do Reino Unido, Irlanda, Países Baixos, Dinamarca, Suécia, Noruega, Itália, Bélgica, Alemanha, Suíça, França, Espanha e um número cada vez maior turistas da Rússia, Polónia, Estados Unidos, Canadá, Países Bálticos, República Checa, Hungria, Japão e China.
Cultura, sol, praias, diversão, natureza, história e gastronomia são os pratos fortes do turismo português.
O turismo é um dos mais importantes sectores da economia portuguesa, representando cerca de 8% do PIB.
Portugal encontra-se entre os 15 países com maior procura turística em todo o mundo, figurando à frente de países como os Países Baixos e o Brasil.

## Turismo na América Latina
Durante vários anos o México tem sido o destino mais visitado por turistas estrangeiros na América Latina. As receitas do turismo internacional são uma importante fonte de divisas para vários dos países da América Latina, e representa um porcentagem importante do PIB e das exportações de bens e serviços, assim como uma fonte importante de emprego, com destaque da República Dominicana. Segundo o FEM vários dos países da América Latina, ainda que apresentam deficiências nas áreas de infraestrutura e marco jurídico, são competitivas nos aspectos relativos a recursos culturais e naturais, fatores que fazem atrativo realizar investimentos ou desenvolver negócios no setor de viagens e turismo nos países da região. Por exemplo, o Brasil foi classificado no Índice de Competitividade em Viagens e Turismo de 2009 na posição 45 a nível mundial, mas entre os 133 países avaliados classificou na primeira posição em recursos naturais, e na posição 14 em recursos culturais, ainda que classificou na posição 110 em infraestrutura rodoviária e no 130 em segurança pública. A continuação apresenta-se um resumo das principais estatísticas sobre o turismo dos 20 países da América Latina, incluindo indicadores que refletem a importância que esta atividade tem nas suas economias.
| País da América Latina | Chegadas turistas internl. 2009 (mil) | Receitas turismo internl. 2009 (mil USD) | Receita média por chegada (2) / (1) 2009 (USD/tur) | Chegadas por 1000 hab (estimado) 2007 | Receitas per capita 2005 USD | Receitas % exportação bens e serviços 2003 | Receitas turismo % PIB 2003 | % Empregos diretos e indiretos no turismo 2005 | Classif. Mundial Competitiv. Turística TTCI 2011 | Valor do Índice TTCI 2011 |
| ---------------------- | ------------------------------------- | ---------------------------------------- | -------------------------------------------------- | ------------------------------------- | ---------------------------- | ------------------------------------------ | --------------------------- | ---------------------------------------------- | ------------------------------------------------ | ------------------------- |
| Argentina              | 4 329                                 | 3 916                                    | 905                                                | 115                                   | 57                           | 7,4                                        | 1,8                         | 9,1                                            | 60                                               | 4,20                      |
| Bolívia                | 671                                   | 279                                      | 416                                                | 58                                    | 22                           | 9,4                                        | 2,2                         | 7,6                                            | 117                                              | 3,35                      |
| Brasil                 | 4 802                                 | 5 305                                    | 1 105                                              | 26                                    | 18                           | 3,2                                        | 0,5                         | 7,0                                            | 52                                               | 4,36                      |
| Chile                  | 2 750                                 | 1 568                                    | 570                                                | 151                                   | 73                           | 5,3                                        | 1,9                         | 6,8                                            | 57                                               | 4,27                      |
| Colômbia               | n/d                                   | 1 999                                    | n/d                                                | 26                                    | 25                           | 6,6                                        | 1,4                         | 5,9                                            | 77                                               | 3,94                      |
| Costa Rica             | 1 923                                 | 2 075                                    | 1 079                                              | 442                                   | 343                          | 17,5                                       | 8,1                         | 13,3                                           | 44                                               | 4,43                      |
| Cuba                   | 2 405                                 | 2 080                                    | 865                                                | 188                                   | 169                          | n/d                                        | n/d                         | n/d                                            | n/d                                              | n/d                       |
| Equador                | 968                                   | 663                                      | 685                                                | 71                                    | 35                           | 6,3                                        | 1,5                         | 7,4                                            | 87                                               | 3,79                      |
| El Salvador            | 1 091                                 | 319                                      | 292                                                | 195                                   | 67                           | 12,9                                       | 3,4                         | 6,8                                            | 96                                               | 3,68                      |
| Guatemala              | 1 392                                 | 820                                      | 589                                                | 108                                   | 66                           | 16,0                                       | 2,6                         | 6,0                                            | 86                                               | 3,82                      |
| Haiti*                 | n/d                                   | n/d                                      | 685*                                               | n/d                                   | 12*                          | 19,4                                       | 3,2                         | 4,7                                            | n/d                                              | n/d                       |
| Honduras               | 870                                   | 611                                      | 702                                                | 117                                   | 61                           | 13,5                                       | 5,0                         | 8,5                                            | 88                                               | 3,79                      |
| México                 | 21 454                                | 11 275                                   | 526                                                | 201                                   | 103                          | 5,7                                        | 1,6                         | 14,2                                           | 43                                               | 4,43                      |
| Nicarágua              | 932                                   | 346                                      | 371                                                | 443                                   | 316                          | 16,5                                       | 7,9                         | 13,1                                           | 100                                              | 3,56                      |
| Panamá                 | 1 200                                 | 1 483                                    | 1 236                                              | 330                                   | 211                          | 10,6                                       | 6,3                         | 12,9                                           | 56                                               | 4,30                      |
| Paraguai               | 439                                   | 112                                      | 255                                                | 68                                    | 11                           | 4,2                                        | 1,3                         | 6,4                                            | 123                                              | 3,26                      |
| Peru                   | 2 140                                 | 2 046                                    | 956                                                | 65                                    | 41                           | 9,0                                        | 1,6                         | 7,6                                            | 69                                               | 4,04                      |
| República Dominicana   | 3 992                                 | 4 065                                    | 1 018                                              | 408                                   | 353                          | 36,2                                       | 18,8                        | 19,8                                           | 72                                               | 3,99                      |
| Uruguai                | 2 055                                 | 1 311                                    | 638                                                | 525                                   | 145                          | 14,2                                       | 3,6                         | 10,7                                           | 58                                               | 4,24                      |
| Venezuela              | n/d                                   | 788                                      | n/d                                                | 28                                    | 19                           | 1,3                                        | 0,4                         | 8,1                                            | 106                                              | 3,46                      |

- Nota (1): Os dados marcados com * não estão disponíveis para 2009 em web sites de acesso público, então se incluíram como referencial os dados disponíveis de 2003 para o Haiti.[8][22]
- Nota (2): A cor sombreado verde denota o país com o melhor indicador e a cor sombreado amarelo corresponde ao país com o valor mais baixo.